# Dinastía Tang
La dinastía Tang (en chino tradicional y simplificado, 唐朝; pronunciación en coreano: /tɑːŋ/) fue una dinastía imperial de China que gobernó desde 618 hasta 907, con un interregno entre 690 y 705. Fue precedida por la dinastía Sui y seguida por el período de las Cinco Dinastías en la historia china. Los historiadores generalmente la consideran como un punto culminante de la civilización china y una época dorada de la cultura cosmopolita. Su territorio, adquirido a través de las campañas militares de sus primeros gobernantes, rivalizaba con el de la dinastía Han, y su capital en Chang'an (actual Xi'an) era la ciudad más poblada del mundo en su día. La dinastía fue fundada por familia Lǐ (李), tomando el poder durante el declive y el colapso del Imperio Sui, y duró 288 años solo interrumpida brevemente durante 15 años cuando la emperatriz Wu Zetian tomó el trono, proclamó la dinastía Wu Zhou y se convirtió en el único reinado de una emperatriz china legítima. En dos censos de los siglos VII y VIII, los registros hechos en la época estimaron la población por número de hogares en aproximadamente 50 millones de habitantes. Sin embargo, incluso cuando el gobierno central se estaba desmoronando durante el siglo IX y era incapaz de compilar un censo exacto de la población, se estima que la población había crecido hasta entonces a unos 80 millones. Con su gran base de población, la dinastía pudo reunir ejércitos profesionales y reclutar cientos de miles de tropas para competir con los poderes nómadas por el dominio de Asia Interior y las lucrativas rutas comerciales a lo largo de la ruta de la Seda. Varios reinos y estados rindieron homenaje a la corte Tang, mientras que esta también conquistó o sometió a varias regiones que controlaba indirectamente a través de un sistema de protectorado. Además de la hegemonía política, también ejercieron una poderosa influencia cultural sobre los estados vecinos del este de Asia, como los de Japón y Corea.
La dinastía tuvo en gran medida un período de progreso y estabilidad en la primera mitad de su gobierno, hasta la devastadora rebelión de An Lushan (755-763) y el declive de la autoridad central en la segunda mitad. Al igual que la dinastía anterior Sui, mantuvo un sistema de servicio civil al reclutar funcionarios académicos a través de exámenes estandarizados y recomendaciones para el cargo. El surgimiento de los gobernadores militares regionales conocidos como jiedushi durante el siglo IX minó este orden civil. 
La cultura china floreció y maduró aún más durante la era Tang. Se considera tradicionalmente la mayor época de la poesía china. Dos de los poetas más famosos de China, Li Bai y Du Fu, pertenecían a esta edad, al igual que muchos pintores famosos como Han Gan, Zhang Xuan y Zhou Fang. Los estudiosos de este período compilaron una rica variedad de literatura histórica, así como enciclopedias y obras geográficas. La adopción del título Khan del Cielo por el emperador Tang Taizong, además de su título de emperador, fue el primer "reinado simultáneo" del este de Asia.
Muchas innovaciones notables ocurrieron bajo la dinastía, incluido el desarrollo de la impresión en madera. El budismo se convirtió en una influencia importante en la cultura china, con las sectas chinas nativas ganando prominencia. Sin embargo, en la década de 840, el emperador Wuzong de Tang promulgó políticas para perseguir al budismo, que posteriormente disminuyó su influencia. La dinastía y el gobierno central habían entrado en decadencia en la segunda mitad del siglo IX; las rebeliones agrarias provocaron atrocidades como la masacre de Guangzhou de 878-879. La dinastía fue derrocada en el año 907 tras décadas de crisis. Las fuentes de agua de Pekín se crearon durante la dinastía alrededor del siglo VII o VIII.

## Historia

### Establecimiento

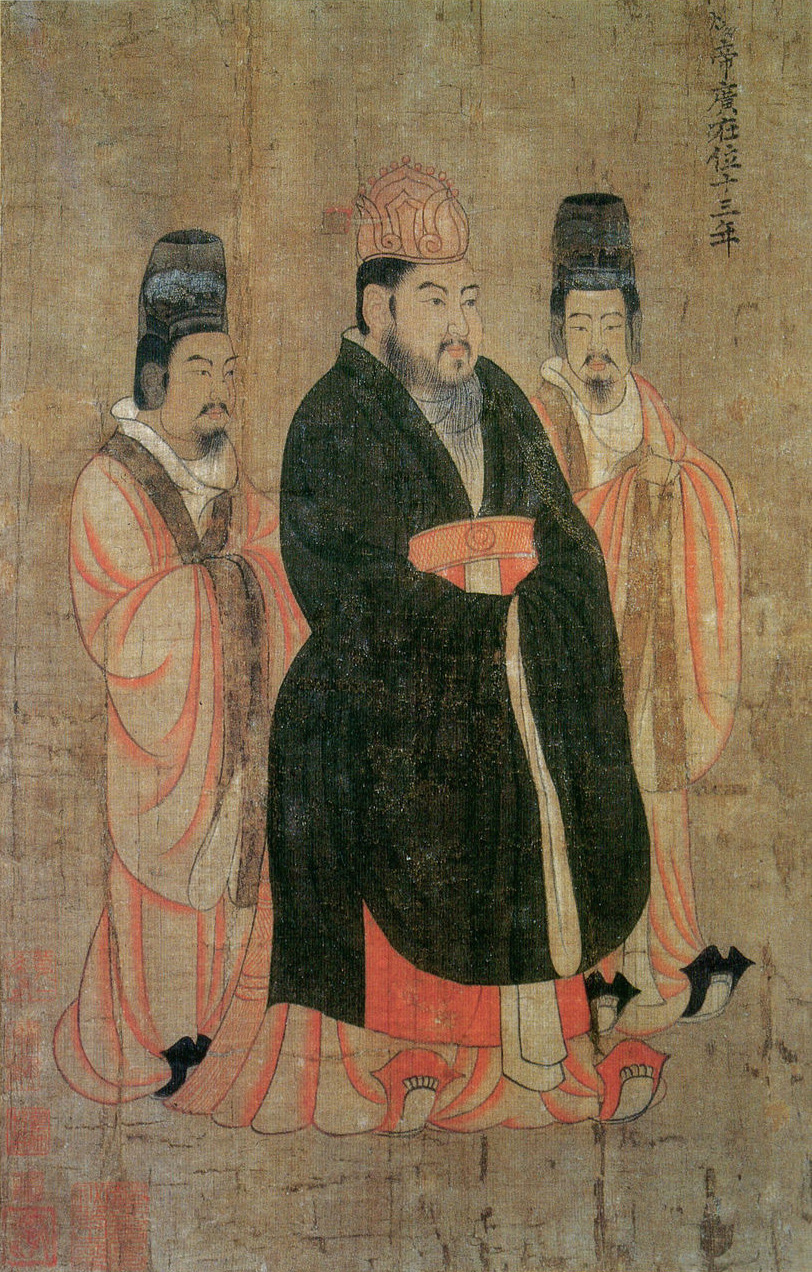
Retrato del emperador Yang de Sui, encargado en 643 por Taizong, pintado por Yan Liben (600-673).

La familia Li pertenecía a la aristocracia militar del noroeste que prevaleció durante la dinastía Sui y afirmó que descendía paternalmente del fundador taoísta, Laozi (cuyo nombre personal era Li Dan o Li Er), el general de la dinastía Han Li Guang y el gobernante de Liang Occidental Li Gao. Esta familia era conocida como el linaje Longxi Li (linaje Li; 隴西李氏), que incluye al poeta Tang Li Bai. Los emperadores Tang también tenían ascendencia materna Xianbei, de la madre del emperador Gaozu de Tang, la duquesa Dugu.
Li Tang fue duque de Tang y gobernador de Taiyuan, la actual Shanxi, durante el colapso de la dinastía Sui, que fue causado en parte por el fracaso de Sui para conquistar la parte norte de la península de Corea durante la guerra Goguryeo-Sui. Tenía prestigio y experiencia militar, y era primo hermano del emperador Yang de Sui (sus madres eran hermanas). Li Yuan se levantó en rebelión en 617, junto con su hijo y su igualmente militante hija, la Princesa Pingyang (fallecida en 623), quien levantó y dirigió sus propias tropas. En el invierno de 617, Li Yuan ocupó Chang'an, relegó al emperador Yang a la posición de Taishang Huang o emperador retirado, y actuó como regente del niño emperador títere Tang You. Al enterarse del asesinato del emperador Yang por el general Yuwen Huaji el 18 de junio de 618, Li Yuan se declaró emperador de una nueva dinastía, la Tang.
Li Tang, conocido como el emperador Gaozu de Tang, gobernó hasta 626, cuando fue depuesto por su hijo Li Shimin, el Príncipe de Qin. Li Shimin había comandado tropas desde la edad de 18 años, tenía destreza con el arco y la flecha, espada y lanza y era conocido por sus efectivos cargos de caballería. Luchando contra un ejército numéricamente superior, derrotó a Dou Jiande (573-621) en Luoyang en la batalla de Hulao el 28 de mayo de 621. En una eliminación violenta de la familia real debido al miedo al asesinato, Li Shimin emboscó y mató a dos de sus hermanos, Li Yuanji (n. 603) y el príncipe heredero Li Jiancheng (n. 589), en el incidente de la puerta Xuanwu el 2 de julio de 626. Poco después, su padre abdicó a su favor y Li Shimin ascendió al trono. Es conocido convencionalmente por el nombre de su templo Taizong.

Campañas Tang contra las ciudades-estado de las regiones occidentales (640-648).

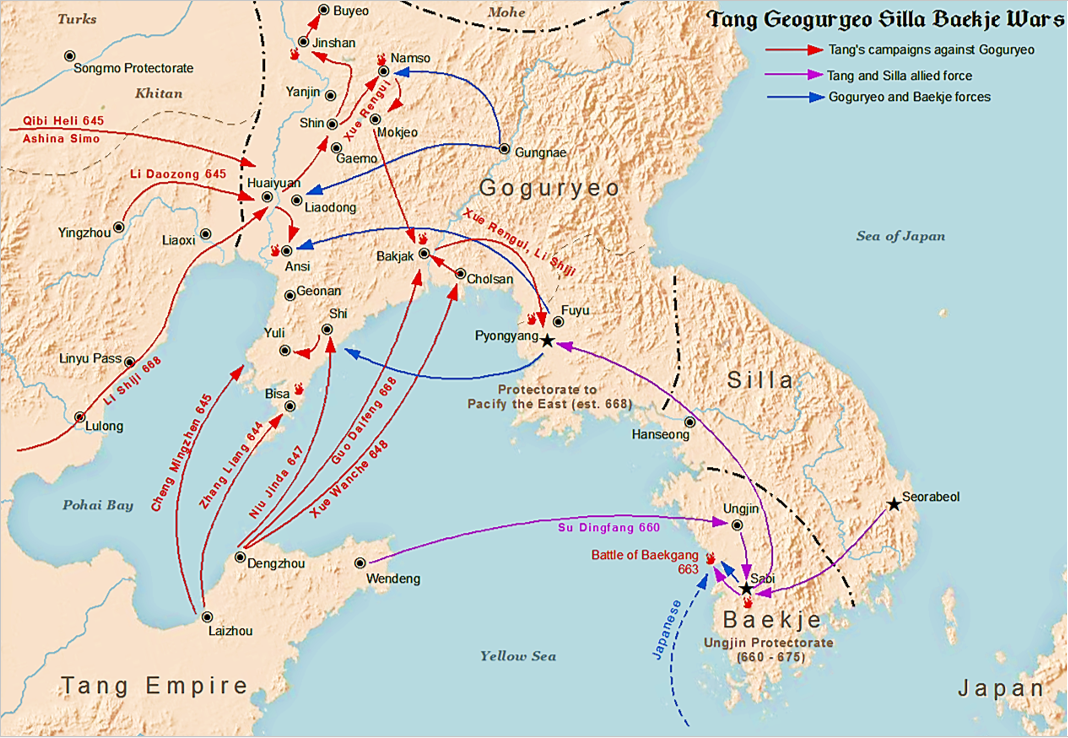
La guerra Goguryeo-Tang (645-668) se libró entre el reino de Goguryeo y Tang en la península de Corea.

Aunque matar a dos hermanos y deponer a su padre contradecía el valor confuciano de la piedad filial, Taizong demostró ser un líder capaz que escuchó el consejo de los miembros más sabios de su consejo. En 628, el emperador Taizong celebró un servicio conmemorativo budista por las víctimas de la guerra, y en 629 hizo erigir monasterios budistas en los sitios de las principales batallas para que los monjes pudieran rezar por los caídos en ambos lados de la lucha. Esto fue durante la campaña Tang contra los turcos orientales, en la que el kanato túrquico oriental fue destruido después de la captura de su gobernante, Illig Qaghan, por el famoso oficial militar Tang Jing Li (571-649); quien más tarde se convirtió en canciller de la dinastía Tang. Con esta victoria, los turcos aceptaron a Taizong como su Gran Khan, título otorgado como Tian Kehan, además de su gobierno como emperador de China bajo el título tradicional de "Hijo del Cielo". Taizong fue sucedido por su hijo Li Zhi (como el emperador Gaozong) en 649.

### La usurpación de Wu Zetian

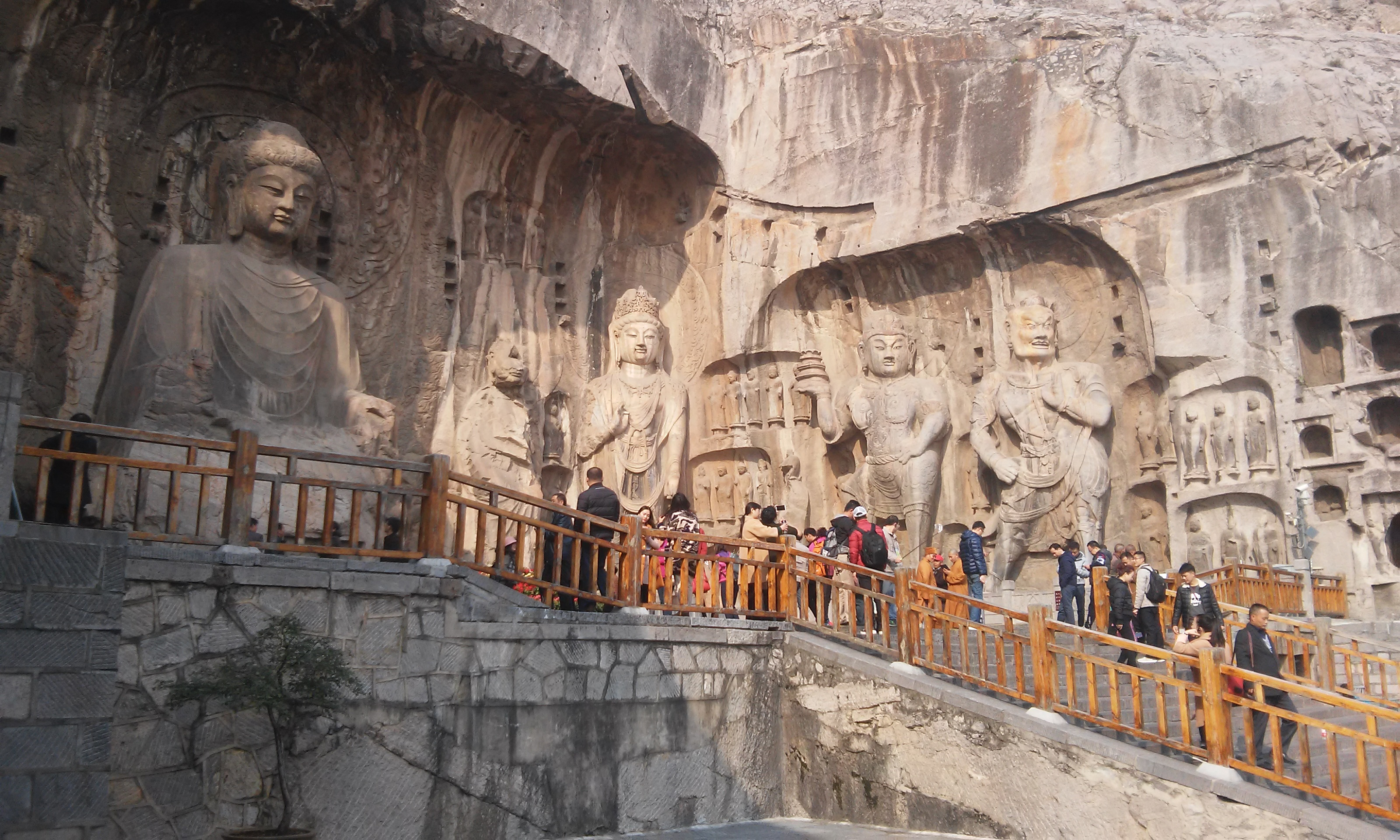
La cueva Fengxian (675) de las Grutas de Longmen, encargada por Wu Zetian.

Aunque entró en la corte del emperador Gaozong como la humilde consorte Wu Wei Liang, Wu Zetian se elevó al asiento más alto del poder en 690, estableciendo el efímero Wu Zhou. El ascenso de la emperatriz Wu al poder se logró a través de tácticas crueles y calculadoras: una teoría de conspiración popular declaró que ella mató a su propia niña y culpó a la emperatriz de Gaozong para que la emperatriz fuera degradada. El emperador Gaozong sufrió un derrame cerebral en 655 y Wu comenzó a tomar muchas decisiones judiciales por él, discutiendo asuntos de estado con sus consejeros, quienes tomaron órdenes de ella mientras ella se sentaba detrás de una pantalla. Cuando el hijo mayor de la emperatriz Wu, el príncipe heredero, comenzó a hacer valer su autoridad y abogar por las políticas a las que se oponía la emperatriz Wu, murió repentinamente en 675. Muchos sospecharon que fue envenenado por la emperatriz Wu. Aunque el siguiente heredero aparentemente mantuvo un perfil más bajo, en 680 fue acusado por Wu de planear una rebelión y fue desterrado (más tarde se vio obligado a suicidarse).
En 683, el emperador Gaozong murió. Fue sucedido por el emperador Zhongzong, su hijo mayor sobreviviente por Wu. Zhongzong intentó nombrar al padre de su esposa como canciller: después de solo seis semanas en el trono, la emperatriz Wu lo depuso en favor de su hermano menor, el emperador Ruizong. Esto provocó que un grupo de príncipes Tang se rebelaran en 684. Los ejércitos de Wu los suprimieron en dos meses. Ella proclamó la era Tianshou de Wu Zhou el 16 de octubre de 690, y tres días después degradó al emperador Ruizong a príncipe heredero. También se vio obligado a renunciar al apellido de su padre Li en favor de la emperatriz Wu. Luego gobernó como el único reinado de emperatriz de China.
Un golpe de Estado el 20 de febrero de 705 obligó a la emperatriz Wu a ceder su puesto el 22 de febrero. Al día siguiente, su hijo Zhongzong fue restablecido al poder; los Tang fueron restaurados formalmente el 3 de marzo. Ella murió poco después. Para legitimar su gobierno, hizo circular un documento conocido como el «Gran Sutra de la Nube», que predijo que una reencarnación del Buda Maitreya sería una monarca que disiparía la enfermedad, la preocupación y el desastre del mundo. Incluso introdujo numerosos caracteres escritos revisados en el lenguaje escrito, que volvió a los originales después de su muerte. Podría decirse que la parte más importante de su legado fue disminuir la hegemonía de la aristocracia del noroeste, permitiendo que personas de otros clanes y regiones de China se representaran más en la política y el gobierno chinos.

### Reinado del emperador Xuanzong
Hubo muchas mujeres prominentes en la corte durante y después del reinado de Wu, incluida Shangguan Wan'er (664-710), poeta, escritora y oficial de confianza a cargo de la oficina privada de Wu. En 706, la esposa del emperador Zhongzong de Tang, la emperatriz Wei (m. 710), persuadió a su esposo para que trabajara en las oficinas del gobierno con su hermana y sus hijas, y en 709 solicitó que concediera a las mujeres el derecho de legar privilegios hereditarios a sus hijos (que antes era solo un derecho masculino). La emperatriz Wei finalmente envenenó a Zhongzong, por lo que colocó a su hijo de quince años en el trono en 710. Dos semanas después, Li Longji (el último emperador Xuanzong) entró en el palacio con unos pocos seguidores y mató a la emperatriz Wei y su facción. Luego instaló a su padre, el emperador Ruizong (r. 710-712) en el trono. Así como el emperador Zhongzong fue dominado por la emperatriz Wei, Ruizong también fue dominada por la princesa Taiping. Esto finalmente terminó cuando el golpe de la princesa Taiping falló en 712 (luego se ahorcó en 713) y el emperador Ruizong abdicó en el emperador Xuanzong.

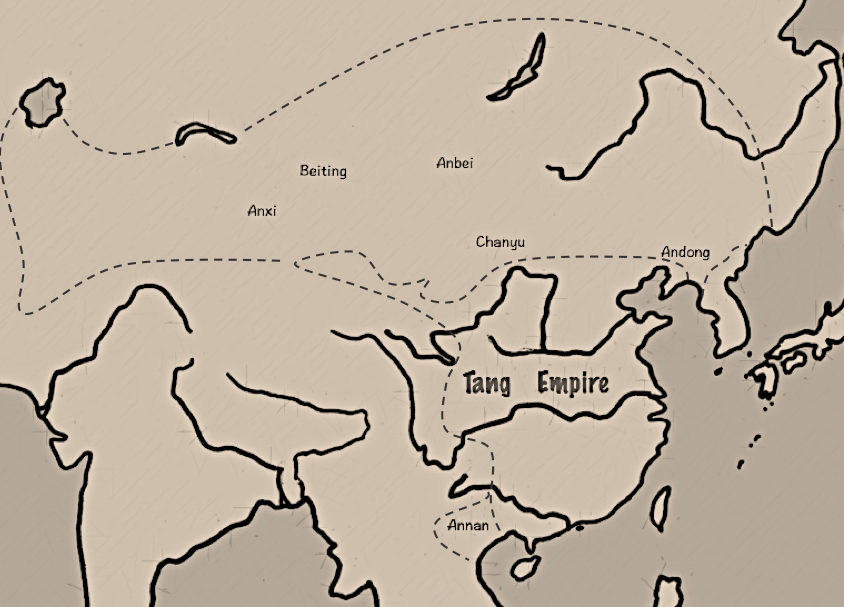
Mapa de los seis principales protectorados durante la dinastía Tang.

Durante el reinado de 44 años del emperador Xuanzong, la dinastía Tang alcanzó su apogeo, una edad de oro con baja inflación económica y un estilo de vida atenuado para la corte imperial. Visto como un gobernante progresivo y benevolente, Xuanzong incluso abolió la pena de muerte en el año 747; todas las ejecuciones tenían que ser aprobadas de antemano por el propio emperador (fueron relativamente pocas, considerando que solo hubo 24 ejecuciones en el año 730). Xuanzong se inclinó ante el consenso de sus ministros sobre las decisiones políticas e hizo esfuerzos para contratar a los ministros del gobierno de manera justa con diferentes facciones políticas. Su acérrimo canciller confuciano, Zhang Jiuling (673-740) trabajó para reducir la deflación y aumentar la oferta monetaria manteniendo el uso de las monedas privadas, mientras que su sucesor aristocrático y tecnocrático, Li Linfu (muerto en 753), favoreció el monopolio del gobierno sobre la emisión de monedas. Después de 737, la mayor parte de la confianza de Xuanzong se basó en su antiguo canciller Li Linfu, quien defendió una política exterior más agresiva que emplea a generales no chinos. Esta política finalmente creó las condiciones para una rebelión masiva contra Xuanzong.

### Rebelión de An Lushan y catástrofe

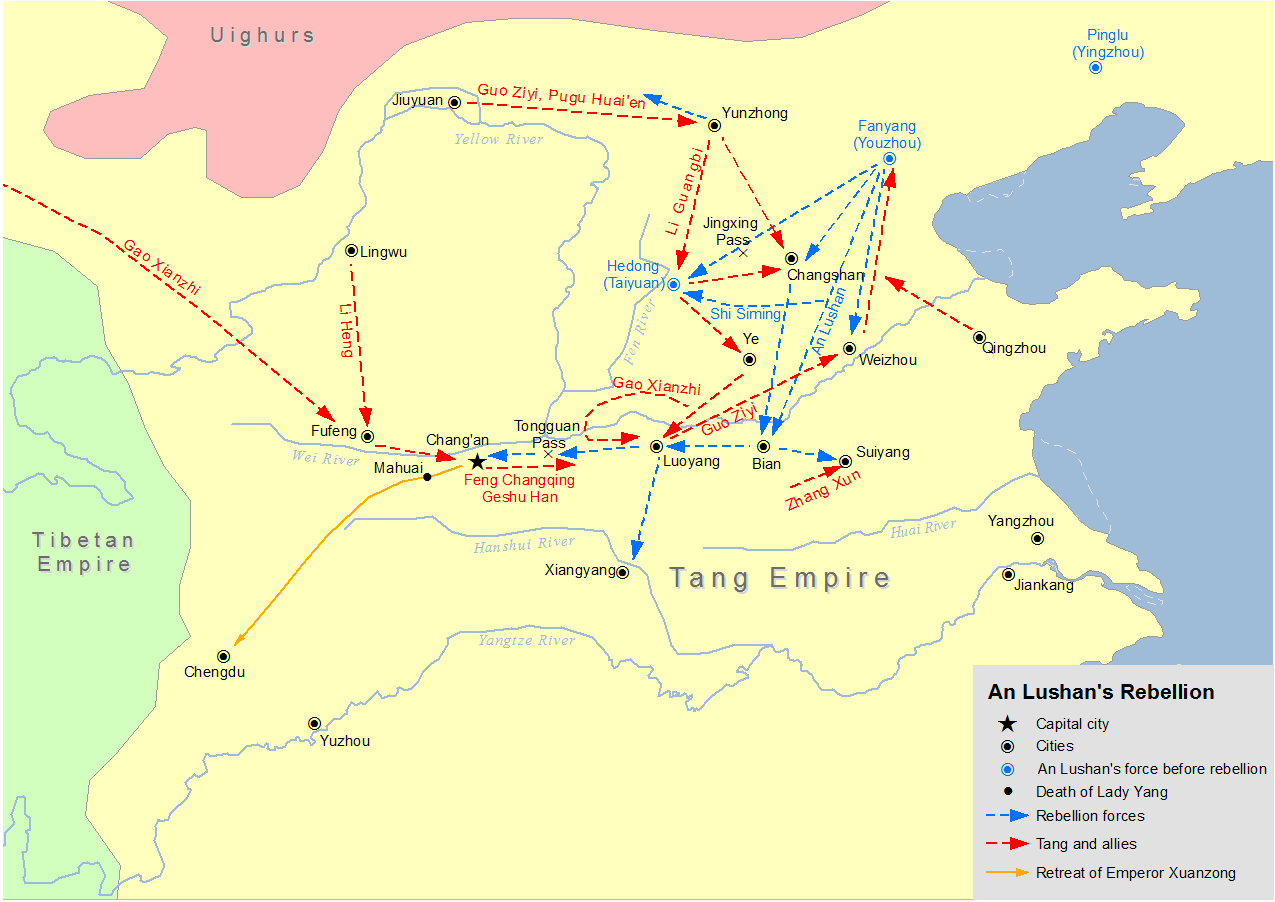
Mapa de la Rebelión de An Lushan.

El Imperio Tang estuvo en su apogeo hasta mediados del siglo VIII, cuando la rebelión de An Lushan (16 de diciembre de 755 - 17 de febrero de 763) destruyó la prosperidad del imperio. An Lushan era un comandante mitad sogdiano, mitad turco desde 744, tenía experiencia luchando contra los kitanes de Manchuria con una victoria en 744, pero la mayoría de sus campañas contra los kitanes no tuvieron éxito. Se le dio una gran responsabilidad en Hebei, lo que le permitió rebelarse con un ejército de más de 100 000 tropas. Después de capturar a Luoyang, se nombró a sí mismo emperador de un nuevo, pero efímero, estado de Yan. A pesar de las primeras victorias obtenidas por el general Tang Guo Ziyi (697-781), las tropas recién reclutadas del ejército en la capital no eran rival para los veteranos fronterizos de An Lushan, por lo que la corte huyó de Chang'an. Mientras el heredero aparentemente levantó tropas en Shanxi y Xuanzong huyó a la provincia de Sichuan, pidieron la ayuda del kanato uigur en 756. El kan uigur Moyanchur estaba muy entusiasmado con esta perspectiva y casó a su hija con el enviado diplomático chino una vez que él llegó, recibiendo a su vez una princesa china como novia. Los uigures ayudaron a recuperar la capital Tang de los rebeldes, pero se negaron a irse hasta que los Tang les pagaran una enorme suma de tributo en seda. Incluso los árabes abasidas ayudaron a los Tang a sofocar la rebelión de An Lushan. Los tibetanos aprovecharon la oportunidad y atacaron muchas áreas bajo control chino, e incluso después de que el Imperio tibetano se derrumbó en 842 (y los uigures poco después), los Tang no estaban en posición de reconquistar Asia Central después de 763. Tan significativo fue esta pérdida de que medio siglo después los candidatos al examen jinshi debían escribir un ensayo sobre las causas del declive de Tang. Aunque An Lushan fue asesinado por uno de sus eunucos en 757, esta época de problemas e insurrección generalizada continuó hasta que el rebelde Shi Siming fue asesinado por su propio hijo en 763.

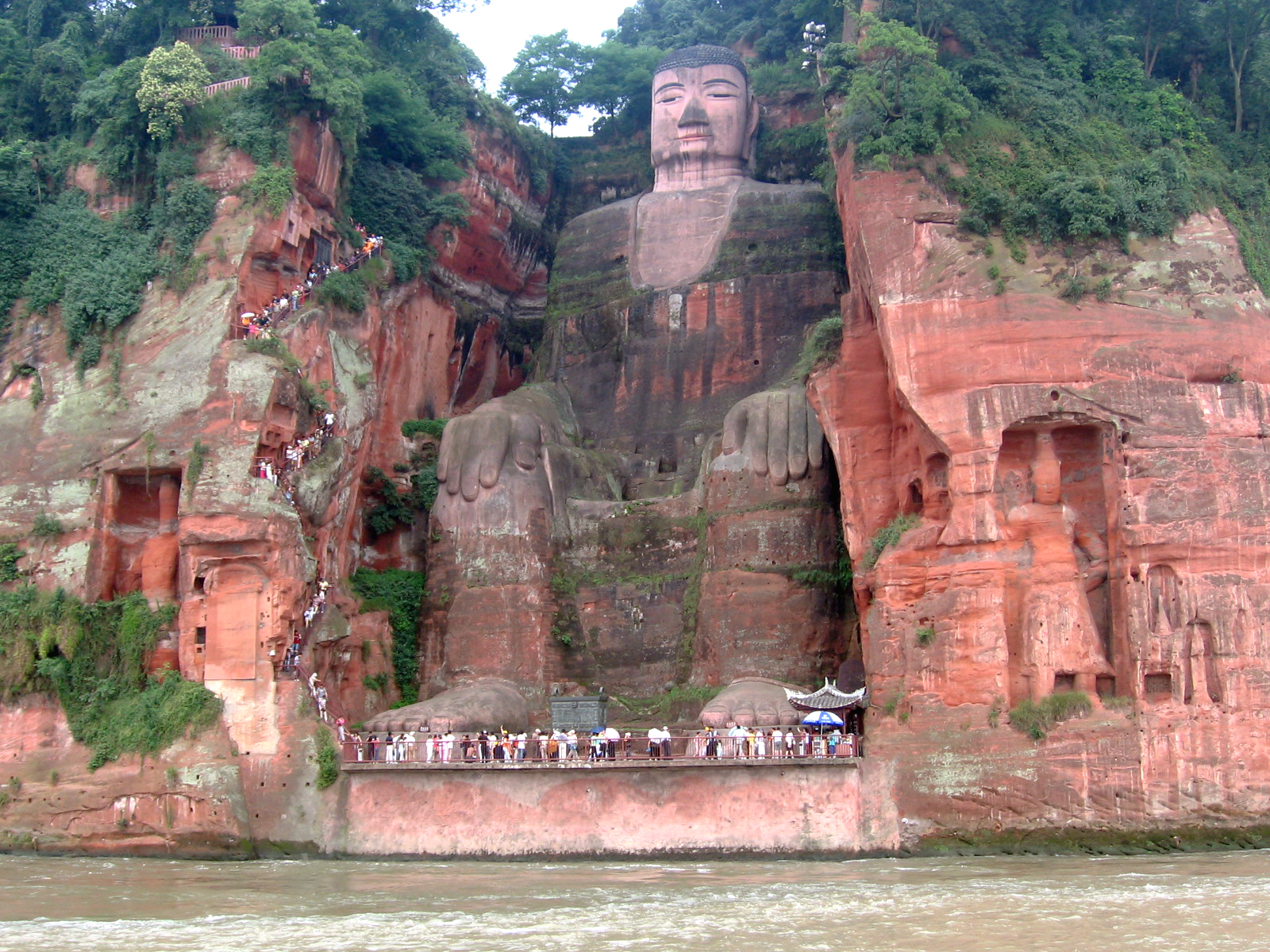
El Buda gigante de Leshan, de 71 m de altura; comenzado en 713, completado en 803.

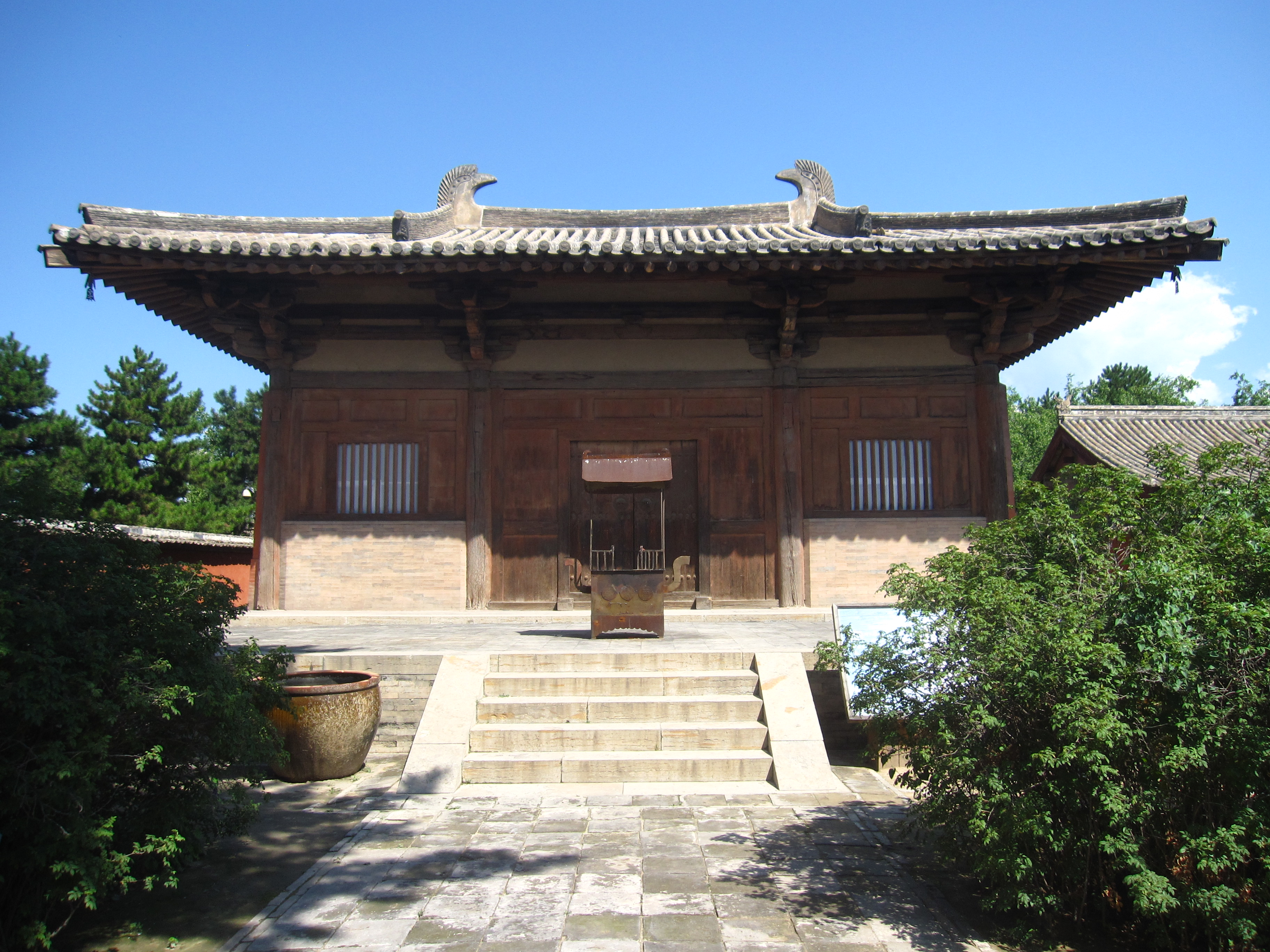
Templo de Nanchan (Wutai), construido a finales del.

Uno de los legados que dejó el gobierno de Tang desde el 710 fue el aumento gradual de los gobernadores militares regionales, los jiedushi, que lentamente llegaron a desafiar el poder del gobierno central. Después de la rebelión de An Lushan, el poder autónomo y la autoridad acumulados por los jiedushi en Hebei fueron más allá del control del gobierno central. Después de una serie de rebeliones entre 781 y 784 en las actuales provincias de Hebei, Shandong, Hubei y Henan, el gobierno tuvo que reconocer oficialmente el fallo hereditario del jiedushi sin acreditación. El gobierno de Tang confió en estos gobernadores y sus ejércitos para su protección y para reprimir a los locales que tomarían las armas contra el gobierno. A cambio, el gobierno central reconocería los derechos de estos gobernadores para mantener su ejército, recaudar impuestos e incluso transmitir su título a los herederos. A medida que pasó el tiempo, estos gobernadores militares eliminaron gradualmente la importancia de los funcionarios civiles redactados mediante exámenes y se volvieron más autónomos de la autoridad central. El gobierno de estos poderosos gobernadores militares duró hasta 960, cuando se estableció un nuevo orden civil bajo la dinastía Song. Además, el abandono del sistema de igualdad de campo significaba que las personas podían comprar y vender tierras libremente. Muchos pobres se endeudaron debido a esto, obligados a vender sus tierras a los ricos, lo que condujo al crecimiento exponencial de grandes propiedades. Con el colapso del sistema de asignación de tierras después de 755, el estado central chino apenas interfirió en la gestión agrícola y actuó simplemente como recaudador de impuestos durante aproximadamente un milenio, salvo algunas instancias como la nacionalización fallida de los Song durante la guerra del siglo XIII con los mongoles.
Con el colapso de la autoridad del gobierno central sobre las diversas regiones del imperio, se registró en 845 que los bandidos y piratas de río en partidos de 100 o más comenzaron a saquear asentamientos a lo largo del río Yangtze con poca resistencia. En 858, enormes inundaciones a lo largo del Gran Canal inundaron vastas extensiones de tierra y terreno de la llanura del norte de China, que ahogaron a decenas de miles de personas en el proceso. La creencia china en el Mandato del Cielo otorgado al Tang enfermo también fue cuestionada cuando ocurrieron calamidades naturales, lo que obligó a muchos a creer que los Cielos estaban disgustados y que los Tang habían perdido su derecho a gobernar. Luego, en 873, una cosecha desastrosa sacudió los cimientos del imperio; en algunas áreas, solo se reunió la mitad de todos los productos agrícolas y decenas de miles se enfrentaron a hambrunas y escasez. En el período anterior de Tang, el gobierno central pudo enfrentar crisis en las cosechas, ya que se registró desde 714-719 que el gobierno de Tang respondió efectivamente a los desastres naturales extendiendo el sistema de graneros de regulación de precios en todo el país. El gobierno central pudo entonces construir una gran cantidad de excedentes de alimentos para evitar el creciente peligro de hambrunas y aumentar la productividad agrícola a través de la recuperación de tierras. Sin embargo, en el siglo IX, el gobierno de Tang estuvo casi indefenso al enfrentar cualquier calamidad.

### Reconstrucción y recuperación

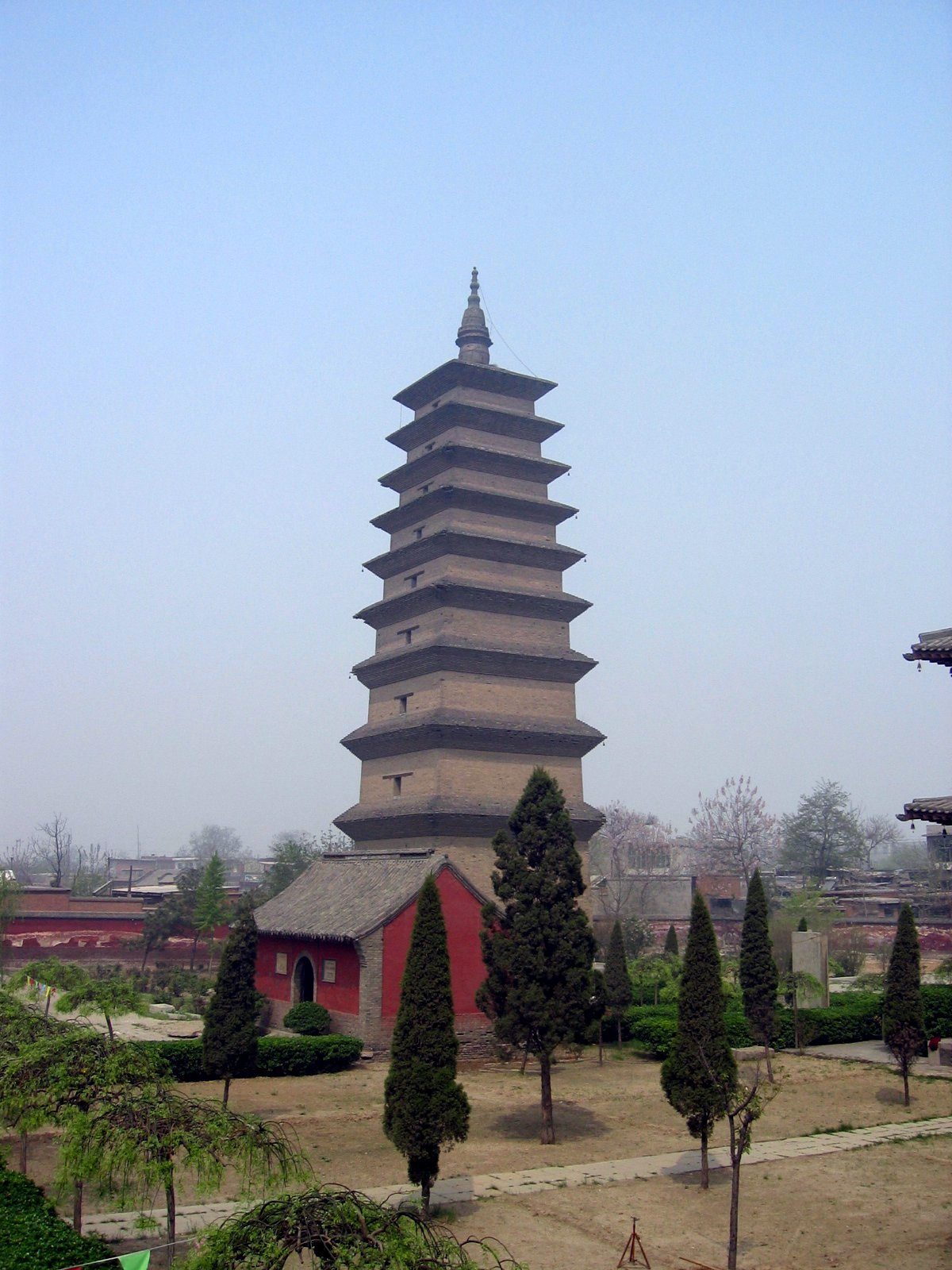
Pagoda de Xumi, construida en 636.

Aunque estas calamidades y rebeliones naturales mancharon la reputación y obstaculizaron la efectividad del gobierno central, a principios del siglo IX se considera un período de recuperación para la dinastía Tang. La retirada del gobierno de su papel en la gestión de la economía tuvo el efecto involuntario de estimular el comercio, ya que se abrieron más mercados con menos restricciones burocráticas. Para el año 780, el antiguo impuesto sobre los granos y el servicio laboral del siglo VII fue reemplazado por un impuesto semestral pagado en efectivo, lo que significaba el cambio a una economía monetaria impulsada por la clase mercantil. Las ciudades de la región de Jiangnan al sur, como Yangzhou, Suzhou y Hangzhou, prosperaron económicamente durante el último período Tang. El monopolio gubernamental sobre la producción de sal, debilitado después de la Rebelión de An Lushan, fue puesto bajo la Comisión de la sal, que se convirtió en una de las agencias estatales más poderosas, dirigida por ministros capaces elegidos como especialistas. La comisión comenzó la práctica de vender a los comerciantes los derechos para comprar sal monopolista, que luego transportarían y venderían en los mercados locales. En 799, la sal representaba más de la mitad de los ingresos del gobierno. S.A.M. Adshead escribe que este impuesto a la sal representa "la primera vez que un impuesto indirecto, en lugar de tributos, gravámenes sobre la tierra o las personas, o ganancias de empresas estatales como las minas, había sido el principal recurso de un estado importante". Incluso después de que el poder del gobierno central estuviera en declive después de mediados del siglo VIII, todavía podía funcionar y dar órdenes imperiales a gran escala. El Tangshu (Libro Viejo de Tang) compilado en el año 945 registró que en 828 el gobierno de Tang emitió un decreto que estandarizó las bombas de cadena de paletas cuadradas de riego en el país:
En el segundo año de reinado de Taihe [828], en el segundo mes... el palacio emitió un modelo estándar de la bomba de cadena y el emperador ordenó a la gente de Jingzhao Fu (la capital) que hiciera un número considerable de máquinas para su distribución a las personas a lo largo del canal Zheng Bai, con fines de riego.
El último gran gobernante ambicioso de la dinastía Tang fue el emperador Xianzong (r. 805-820), cuyo reinado fue ayudado por las reformas fiscales de los años 780, incluido un monopolio gubernamental sobre la industria de la sal. También tenía un ejército imperial efectivo y bien entrenado estacionado en la capital dirigido por sus eunucos de la corte; este era el Ejército de la Estrategia Divina, con una fuerza de 240 000 hombres como se registró en 798. Entre los años 806 y 819, el emperador Xianzong llevó a cabo siete campañas militares importantes para sofocar las provincias rebeldes que habían reclamado la autonomía de la autoridad central, logrando someter a todos menos a dos de ellos. Bajo su reinado hubo un breve final para el jiedushi hereditario, ya que Xianzong nombró a sus propios oficiales militares y volvió a contratar a las burocracias regionales con funcionarios civiles. Sin embargo, los sucesores de Xianzong demostraron ser menos capaces y más interesados en el ocio de cazar, festejar y practicar deportes al aire libre, lo que permitió a los eunucos acumular más poder a medida que los funcionarios académicos reclutados causaron conflictos en la burocracia con los partidos de facciones. El poder de los eunucos quedó sin respuesta después de que el emperador Wenzong (r. 826-840) fracasara el complot para derrocarlos; en cambio, los aliados del emperador Wenzong fueran ejecutados públicamente en el mercado occidental de Chang'an, por orden de los eunucos.

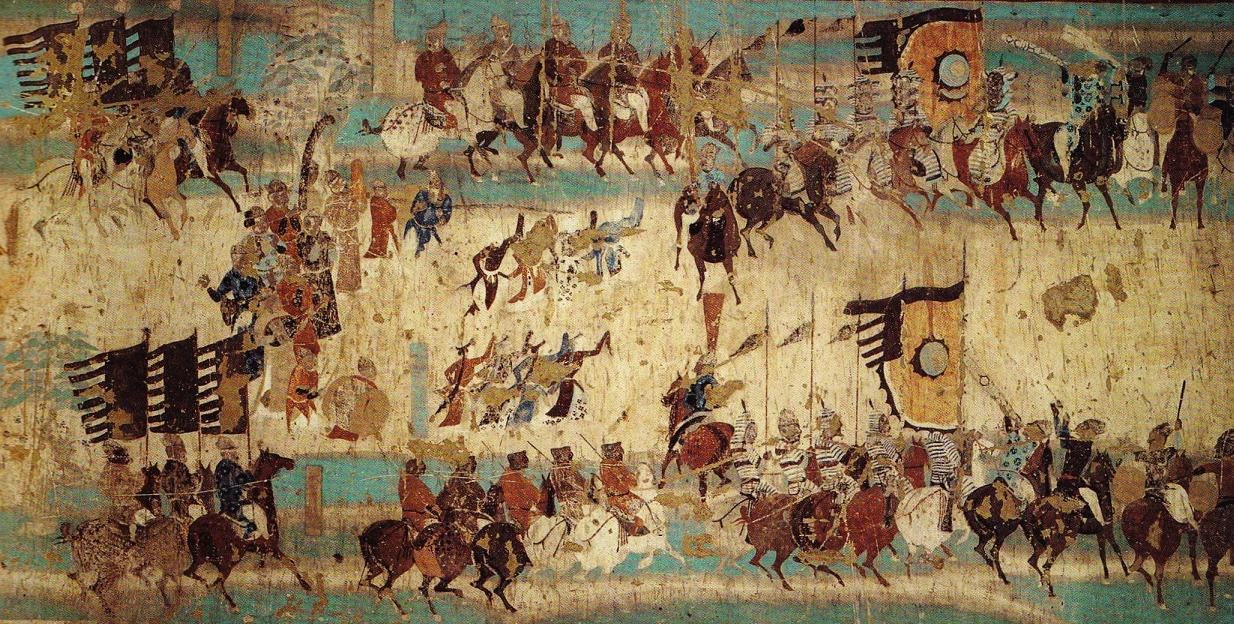
Un mural de Tang tardío que conmemora la victoria del general Zhang Yichao sobre los tibetanos en 848, desde la cuevas de Mogao 156.

Sin embargo, Tang logró restaurar al menos el control indirecto sobre los antiguos territorios Tang hasta el oeste del Corredor del Hexi y Dunhuang en Gansu. En 848, el general chino han Zhang Yichao (799-872) logró luchar contra el control de la región del Imperio tibetano durante su guerra civil. Poco después, el emperador Xuānzong de Tang (r. 846-859) reconoció a Zhang como el protector (防禦 使, Fangyushi) de la prefectura de Sha y gobernador militar jiedushi del nuevo Circuito Guiyi.

### Final de la dinastía
Además de las calamidades naturales y el jiedushi acumulando el control autónomo, la Rebelión Huang Chao (874-884) resultó en el saqueo de Chang'an y Luoyang y tardó una década entera en reprimirse. Aunque la rebelión fue derrotada por los Tang, nunca se recuperó de ese golpe crucial, debilitándola para que los futuros poderes militares se hagan cargo. También hubo grandes grupos de bandidos, del tamaño de pequeños ejércitos, que asolaron el campo en los últimos años de los Tang, quienes contrabandearon sal ilícita, emboscaron a mercaderes y convoyes, e incluso sitiaron varias ciudades amuralladas.
Zhu Wen, originalmente un contrabandista de sal que había servido bajo el mando del rebelde Huang Chao, se entregó a las fuerzas Tang. Al ayudar a derrotar a Huang, pasó a llamarse Zhu Quanzhong y se le otorgaron una serie de rápidas promociones militares al gobernador militar del Circuito Xuanwu. Zhu más tarde conquistó muchos circuitos y se convirtió en el señor de la guerra más poderoso. En 903 controló la corte imperial y obligó al emperador Zhaozong de Tang a trasladar la capital a Luoyang, preparándose para tomar el trono él mismo. En 904, Zhu asesinó al emperador Zhaozong para reemplazarlo con el joven hijo del emperador, el emperador Ai de Tang. En 905, Zhu ejecutó a 9 hermanos del emperador Ai, así como a muchos funcionarios y a la emperatriz viuda He. En 907, la dinastía Tang terminó cuando Zhu depuso a Ai y tomó el trono por sí mismo (conocido póstumamente como el "emperador Taizu de Liang posterior"). Estableció el Liang posterior, que inauguró el período de las Cinco Dinastías y los Diez Reinos. Un año después, Zhu hizo envenenar al depuesto emperador Ai.

## Administración y política

El emperador Li Shi Min.

Taizong se propuso resolver problemas internos dentro del gobierno que constantemente había plagado dinastías pasadas. Sobre la base del código legal de Sui, emitió un nuevo código legal sobre el cual las dinastías chinas posteriores modelarían el suyo, así como las políticas vecinas en Vietnam, Corea y Japón. El primer código legal que sobrevivió fue el establecido en el año 653, que se dividió en 500 artículos que especificaban diferentes delitos y sanciones que iban desde diez golpes con un palo ligero, cien golpes con una vara pesada, exilio, servidumbre penal o ejecución.
El código legal distinguía diferentes niveles de severidad en los castigos impuestos cuando diferentes miembros de la jerarquía social y política cometían el mismo delito. Por ejemplo, la severidad del castigo fue diferente cuando un sirviente o sobrino mató a un maestro o un tío que cuando un maestro o tío mató a un sirviente o sobrino.
El Código Tang fue retenido en gran parte por códigos posteriores, como el código de la dinastía Ming (1368-1644) de 1397, pero hubo varias revisiones en épocas posteriores, como la mejora de los derechos de propiedad de las mujeres durante la dinastía Song (960-1279).
Los Tang tenían tres departamentos (en chino tradicional, 省), que estaban obligados a redactar, revisar e implementar políticas, respectivamente. También hubo seis ministerios (en chino tradicional, 部) bajo las administraciones que implementaron la política, a cada uno de los cuales se le asignaron diferentes tareas. Estos tres departamentos y seis ministerios incluían la administración de personal, finanzas, ritos, militares, justicia y obras públicas, un modelo administrativo que duraría hasta la caída de la dinastía Qing (1644-1912).
Aunque los fundadores de Tang se relacionaron con la gloria de la dinastía Han anterior (siglo III a. C.-siglo III d. C.), la base de gran parte de su organización administrativa fue muy similar a las anteriores dinastías meridionales y septentrionales. Los Tang continuaron con el sistema fubing del norte de Zhou (siglo VI) de milicias divisionales, junto con los granjeros soldados que servían en rotación desde la capital o la frontera para recibir tierras de cultivo apropiadas. El sistema equitativo de tierras de los Wei del Norte (siglos IV y VI) también se mantuvo, aunque hubo algunas modificaciones.
Aunque los gobiernos central y local mantuvieron una enorme cantidad de registros sobre la propiedad de la tierra para evaluar los impuestos, se convirtió en una práctica común en Tang para que las personas alfabetizadas y acomodadas crearan sus propios documentos privados y firmaran contratos. Estos tenían su propia firma y la de un testigo y escriba para probar en la corte (si es necesario) que su reclamo de propiedad era legítimo. El prototipo de esto realmente existió desde la antigua dinastía Han, mientras que el lenguaje contractual se hizo aún más común y se insertó en la cultura literaria china en las dinastías posteriores.
El centro del poder político de los Tang era la ciudad capital de Chang'an (la actual Xi'an), donde el emperador mantenía sus grandes cuartos del palacio y entretenía a emisarios políticos con música, deportes, acrobacias, poesía, pinturas, obras dramáticas y representaciones teatrales. La capital también estaba llena de increíbles cantidades de riquezas y recursos de sobra. Cuando los funcionarios del gobierno de la prefectura china viajaron a la capital en el año 643 para dar el informe anual de los asuntos en sus distritos, el emperador Taizong descubrió que muchos no tenían alojamientos adecuados para descansar y estaban alquilando habitaciones con comerciantes. Por lo tanto, el emperador Taizong ordenó a las agencias gubernamentales a cargo de la construcción municipal que construyeran a cada funcionario visitante su propia mansión privada en la capital.

### Exámenes imperiales
Los estudiantes de estudios confucianos eran candidatos potenciales para los exámenes imperiales, cuyos graduados podrían ser nombrados burócratas estatales en el gobierno local, provincial y central. Se dieron dos tipos de exámenes: mingjing (明經 «iluminando los clásicos») y jinshi (進士; «erudito presentado»). El mingjing se basó en los clásicos confucianos y probó el conocimiento del estudiante de una amplia variedad de textos. El jinshi probó las habilidades literarias de un estudiante al escribir respuestas de estilo ensayo a preguntas sobre asuntos de gobierno y política, así como sus habilidades para componer poesía. Los candidatos también fueron juzgados por sus habilidades de deportación, apariencia, habla y nivel de habilidad en caligrafía, todos los cuales fueron criterios subjetivos que permitieron que los miembros de la sociedad ya ricos fueran elegidos sobre aquellos de medios más modestos que no podían ser educados en retórica o habilidades de escritura imaginativas. Había un número desproporcionado de funcionarios civiles provenientes de familias aristocráticas en lugar de no aristocráticas. Los exámenes estaban abiertos a todos los sujetos masculinos cuyos padres no pertenecían a las clases de artesanos o comerciantes, aunque tener riqueza o estatus noble no era un requisito previo para recibir una recomendación. Para promover la educación confuciana generalizada, el gobierno Tang estableció escuelas estatales y emitió versiones estándar de los Cinco Clásicos con comentarios seleccionados.
Este procedimiento competitivo fue diseñado para atraer al mejor talento al gobierno. Pero tal vez una consideración aún mayor para los gobernantes Tang, conscientes de que la dependencia imperial de poderosas familias aristocráticas y señores de la guerra tendría consecuencias desestabilizadoras, fue crear un cuerpo de funcionarios de carrera que no tengan una base de poder territorial o funcional autónoma. El código de la ley Tang garantizaba la división equitativa de los bienes heredados entre los herederos legítimos, permitiendo un poco de movilidad social y evitando que las familias de los poderosos funcionarios judiciales se convirtieran en la nobleza a través de la primogenitura. Al final resultó que, estos funcionarios académicos adquirieron estatus en sus comunidades locales y en los lazos familiares, mientras que también compartieron valores que los conectaban con la corte imperial. Desde los tiempos de Tang hasta el final de la dinastía Qing en 1912, los funcionarios académicos funcionaron a menudo como intermediarios entre el nivel de base y el gobierno. Sin embargo, el potencial de un sistema de examen generalizado no se realizó plenamente hasta la dinastía Song, cuando el funcionario académico impulsado por el mérito abandonó en gran medida sus hábitos aristocráticos y definió su estatus social a través del sistema de examen. Como la historiadora Patricia Ebrey afirma del período académico de Song:

El sistema de examen, utilizado solo a pequeña escala en los tiempos de Sui y Tang, jugó un papel central en la creación de esta nueva élite. Los primeros emperadores Song, preocupados sobre todo por evitar el dominio del gobierno por parte de los militares, ampliaron enormemente el sistema de examen del servicio civil y el sistema escolar del gobierno.

### Religión y política

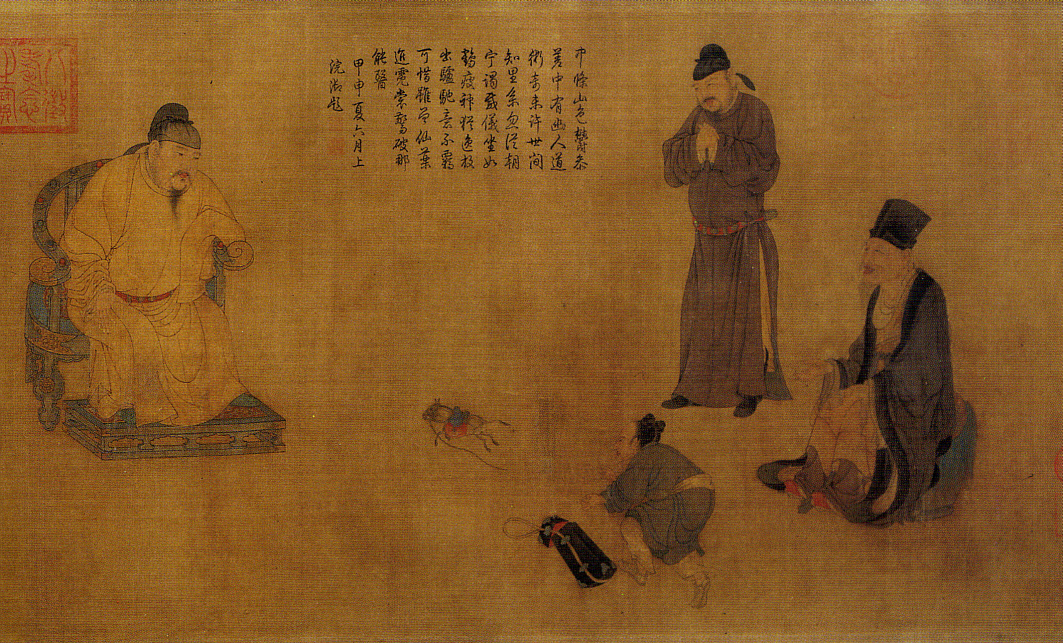
El emperador Xuanzong de Tang da una audiencia al Viejo Zhang Guo, por Ren Renfa (1254-1327).

Desde el principio, la religión jugó un papel fundamental en la política Tang. En su apuesta por el poder, Li Yuan había atraído seguidores al afirmar que descendía del sabio taoísta Laozi (siglo VI a. C.). Las personas que se postulan para un cargo tendrán monjes de templos budistas que recen por ellos en público a cambio de donaciones en efectivo o regalos si la persona es seleccionada. Antes de la persecución del budismo en el siglo IX, el budismo y el taoísmo fueron aceptados uno al lado del otro, y el emperador Xuanzong (r. 712-756) invitó a los monjes y clérigos de ambas religiones a su corte. Al mismo tiempo, Xuanzong exaltó al antiguo Laozi al otorgarle grandes títulos, escribió comentarios sobre el daoísta Laozi, estableció una escuela para preparar candidatos para los exámenes de las escrituras daoístas, y llamó al monje indio Vajrabodhi (671-741) para realizar ritos tántricos para evitar una sequía en el año 726. En 742, el emperador Xuanzong sostuvo personalmente el quemador de incienso durante una ceremonia dirigida por Amoghavajra (705-774, patriarca de la escuela Shingon) recitando "encantamientos místicos para asegurar la victoria de las fuerzas Tang".
Mientras que la religión jugó un papel en la política, la política también jugó un papel clave en la religión. En el año 714, el emperador Xuanzong prohibió a las tiendas y vendedores en la ciudad de Chang'an vender sutras budistas copiados, en lugar de dar al clero budista de los monasterios el derecho exclusivo de distribuir sutras a los laicos. En el año anterior de 713, el emperador Xuanzong había liquidado el inagotable tesoro altamente lucrativo, que estaba dirigido por un prominente monasterio budista en Chang'an. Este monasterio reunió grandes cantidades de dinero, seda y tesoros a través de multitudes de arrepentimientos de personas anónimas, dejando las donaciones en la premisa del monasterio. Aunque el monasterio fue generoso en donaciones, el emperador Xuanzong emitió un decreto que abolía su tesorería con el argumento de que sus prácticas bancarias eran fraudulentas, reunían sus riquezas y distribuían la riqueza a varios otros monasterios budistas y abadías taoístas y para reparar estatuas, salas y puentes en la ciudad.

### Impuestos y censo
El gobierno de la dinastía Tang intentó crear un censo exacto del tamaño de la población de su imperio, principalmente para impuestos efectivos y asuntos de reclutamiento militar para cada región. El gobierno temprano de Tang estableció tanto el impuesto a los granos como el impuesto a las telas a una tasa relativamente baja para cada hogar bajo el imperio. Esto tenía el propósito de alentar a los hogares a inscribirse en los impuestos y no evitar a las autoridades, proporcionando así al gobierno la estimación más precisa posible. En el censo de 609, la población fue contada por los esfuerzos del gobierno en un tamaño de 9 millones de hogares, o alrededor de 50 millones de personas. El censo de Tang de 742 nuevamente aproximó el tamaño de la población de China a unos 50 millones de personas. Patricia Ebrey escribe que incluso si un número bastante significativo de personas hubiera evitado el proceso de registro del censo fiscal, el tamaño de la población durante la dinastía Tang no había aumentado significativamente desde la dinastía Han anterior (el censo del año 2 registraba una población de aproximadamente 58 millones de personas en China). S.A.M. Adshead no está de acuerdo, estimando que había alrededor de 75 millones de personas hacia el año 750.
En el censo de Tang del año 754, había 1859 ciudades, 321 prefecturas y 1538 condados en todo el imperio. Aunque hubo muchas ciudades grandes y prominentes durante la dinastía Tang, las áreas rurales y agrarias comprendían la mayoría de la población de China en un 80 a 90%. También hubo un cambio migratorio dramático de la población del norte al sur de China, ya que el Norte tenía el 75% de la población en general al inicio de la dinastía, pero al final se redujo al 50%.
El tamaño de la población china no aumentaría dramáticamente hasta el período de la dinastía Song, cuando la población se duplicó a 100 millones de personas debido al cultivo extensivo de arroz en el centro y sur de China, junto con los agricultores rurales que tenían rendimientos de alimentos más abundantes que podrían proporcionar fácilmente al creciente mercado.

## Política militar y exterior

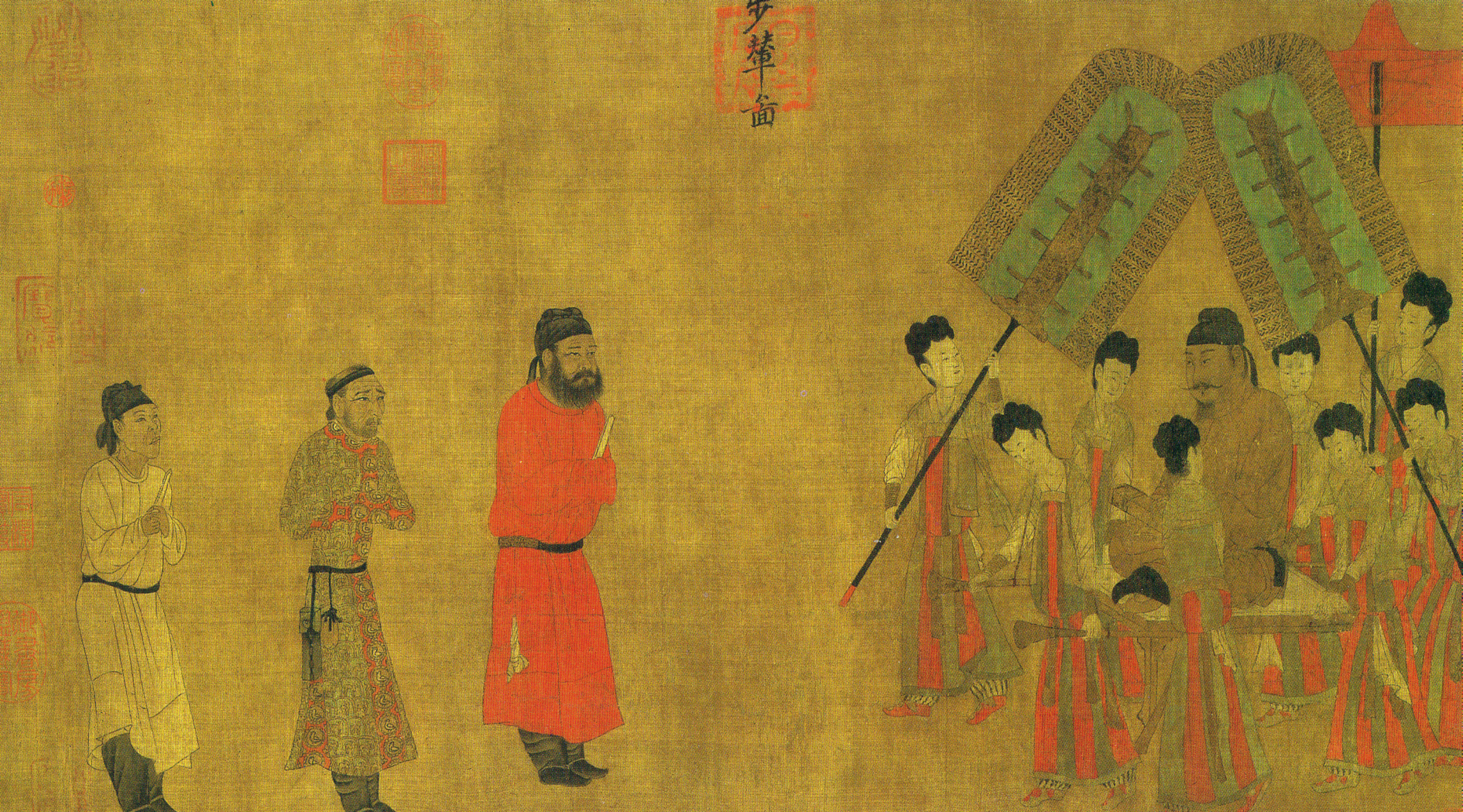
El emperador Taizong (r. 626-649) recibe a Gar Tongtsen Yülsung, embajador del Imperio tibetano, en su corte; copia posterior de un original pintado en 641 por Yan Liben (600-673).

### Protectorados y tributarios
El siglo VII y primera mitad del VIII generalmente se consideran la era en la que el Tang alcanzó el cenit de su poder. En este período, el control Tang se extendió más al oeste que cualquier dinastía anterior, extendiéndose desde el norte de Vietnam en el sur, hasta un punto al norte de Cachemira que limita con Persia en el oeste, hasta el norte de Corea en el noreste.
Algunos de los reinos que rindieron tributos a la dinastía Tang eran Cachemira, Nepal, Khotan, Kucha, Kashgar, Silla, Champa y reinos ubicados en el valle de Amu Darya y Syr Darya. Los nómadas turcos se dirigieron al emperador de la China Tang como Tian Kehan. Después de que la revuelta generalizada de Göktürk de Shabolüe Khan (m. 658) fue sofocada en Issyk Kul en 657 por Su Dingfang (591-667), el emperador Gaozong estableció varios protectorados gobernados por un Protectorado General o Gran Protectorado General, que extendió la esfera de influencia china hasta Herat en el oeste de Afganistán. Los generales del protectorado obtuvieron una gran autonomía para manejar las crisis locales sin esperar la admisión central. Después del reinado de Xuanzong, a los gobernadores militares (jiedushi) se les otorgó un enorme poder, incluida la capacidad de mantener sus propios ejércitos, recaudar impuestos y transmitir sus títulos de forma hereditaria. Esto se reconoce comúnmente como el comienzo de la caída del gobierno central de Tang.

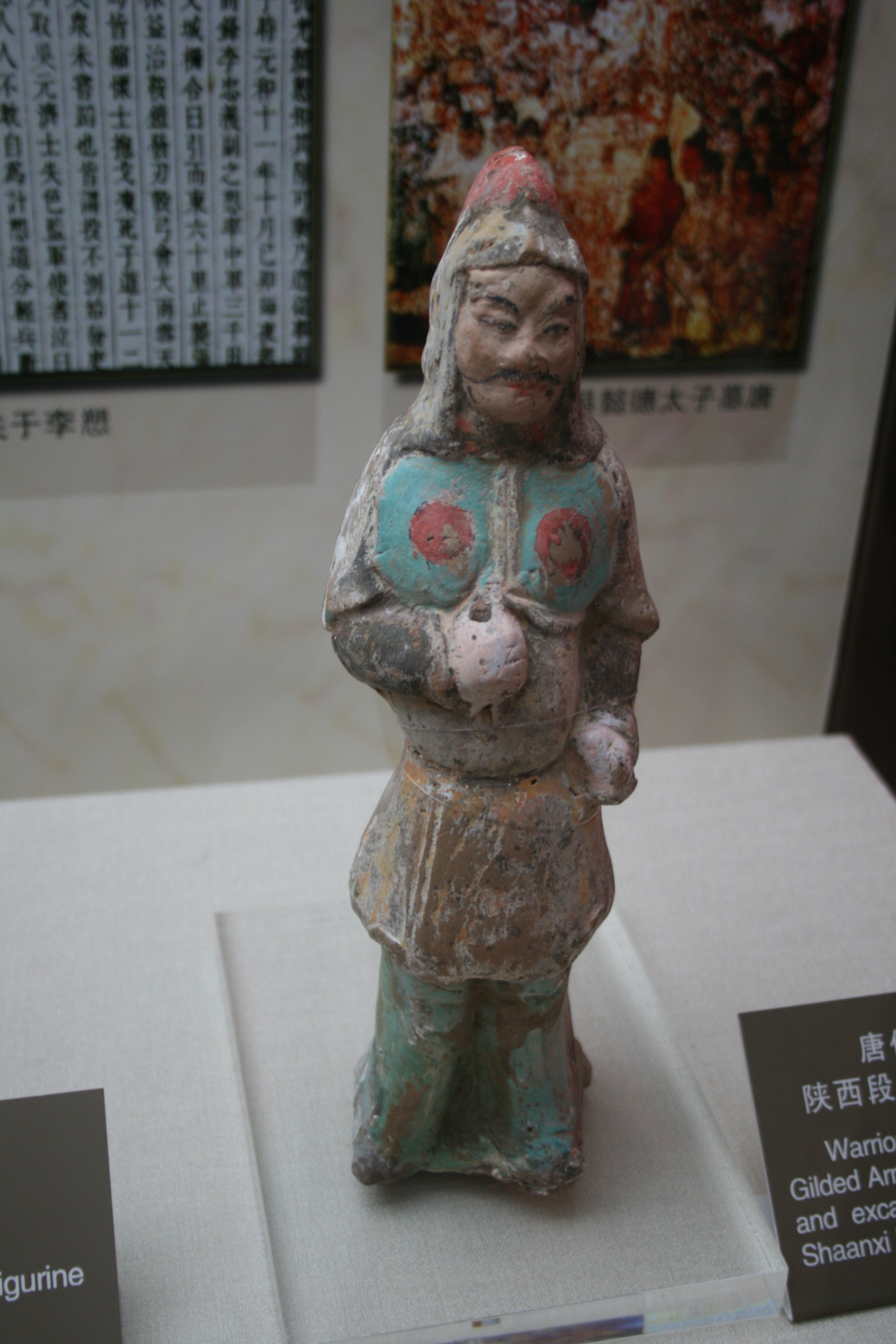
Figura de la tumba de cerámica de un guerrero de la tumba de Duan, Shaanxi.

### Soldados y reclutamiento
Para el año 737, el emperador Xuanzong descartó la política de reclutar soldados que fueron reemplazados cada tres años, reemplazándolos por soldados de servicio prolongado más duros y eficientes en la batalla. También era económicamente más factible, ya que entrenar a nuevos reclutas y enviarlos a la frontera cada tres años agotaba la tesorería. A finales del siglo VII, las tropas fubing comenzaron a abandonar el servicio militar y los hogares que se les proporcionaban en el sistema de igualdad de campo. El supuesto estándar de 100 mu de tierra asignada a cada familia estaba disminuyendo de tamaño en los lugares donde la población se expandió y los ricos compraron la mayor parte de la tierra. Luego, los campesinos y vagabundos en apuros fueron inducidos al servicio militar con beneficios de exención tanto de los impuestos como del servicio laboral de corvée, así como disposiciones para tierras de cultivo y viviendas para dependientes que acompañaban a los soldados en la frontera. Para el año 742, el número total de tropas alistadas en los ejércitos Tang había aumentado a unos 500 000 hombres.

### Regiones orientales
En Asia oriental, las campañas militares chinas Tang tuvieron menos éxito en otros lugares que en dinastías imperiales chinas anteriores. Al igual que los emperadores de la dinastía Sui antes que él, Taizong estableció una campaña militar en 644 contra el reino coreano de Goguryeo en la Guerra Goguryeo-Tang; sin embargo, esto llevó a su retirada en la primera campaña porque no lograron superar la defensa exitosa dirigida por el general Yeon Gaesomun. Aliados con el Reino Coreano de Silla, los chinos lucharon contra Baekje y sus aliados japoneses Yamato en la Batalla de Baekgang en los días 27 y 28 de agosto de 663, una victoria decisiva de Tang-Silla. La armada de la dinastía Tang tenía varios tipos de barcos diferentes a su disposición para participar en la guerra naval, estos barcos descritos por Li Quan en su Taipai Yinjing («Canon del Planeta de Guerra Blanco y Sombrío») de 759. La Batalla de Baekgang fue en realidad un movimiento de restauración por las fuerzas remanentes de Baekje, ya que su reino fue derrocado en 660 por una invasión conjunta Tang-Silla, dirigida por el general chino Su Dingfang y el general coreano Kim Yushin (595-673). En otra invasión conjunta con Silla, el ejército Tang debilitó severamente el Reino de Goguryeo en el norte al sacar sus fortalezas exteriores en el año 645. Con ataques conjuntos de los ejércitos Silla y Tang bajo el comandante Li Shiji (594-669), el Reino de Goguryeo fue destruido por 668.

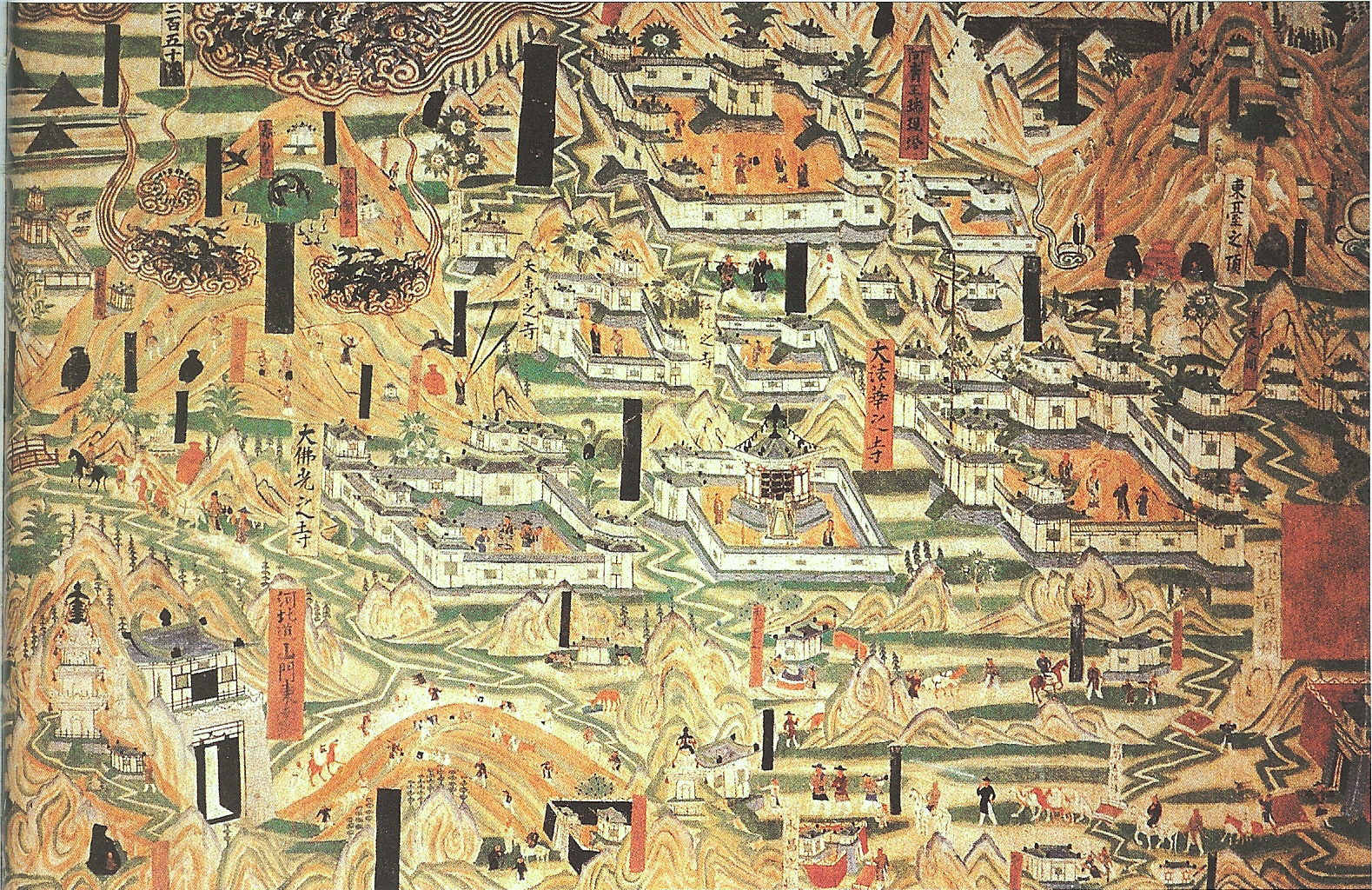
Una pintura mural del en las cuevas de Mogao en Dunhuang que muestra la arquitectura monástica del Monte Wutai, dinastía Tang; la arquitectura japonesa de este período fue influenciada por la arquitectura china Tang.

Aunque antes eran enemigos, los Tang aceptaron a los funcionarios y generales de Goguryeo en su administración y ejército, como los hermanos Yeon Namsaeng (634-679) y Yeon Namsan (639-701). De 668 a 676, el Imperio Tang controlaría el norte de Corea. Sin embargo, en 671 Silla rompió la alianza y comenzó la Guerra Silla-Tang para expulsar a las fuerzas Tang. Al mismo tiempo, Tang enfrentó amenazas en su frontera occidental cuando un gran ejército chino fue derrotado por los tibetanos en el río Dafei en 670. En 676, el ejército Tang fue expulsado de Corea por la Silla unificada. Tras una revuelta de los turcos orientales en 679, los Tang abandonaron sus campañas coreanas.
Aunque los Tang habían luchado contra los japoneses, aún mantenían relaciones cordiales con Japón. Hubo numerosas embajadas imperiales a China desde Japón, misiones diplomáticas que no fueron detenidas hasta 894 por el emperador Uda (r. 887-897), tras la persuasión de Sugawara no Michizane (845-903). El emperador japonés Tenmu (r. 672-686) incluso estableció su ejército reclutado sobre el del modelo chino, sus ceremonias estatales sobre el modelo chino, y construyó su palacio en Fujiwara según el modelo de arquitectura chino.
Muchos monjes budistas chinos vinieron a Japón para ayudar a promover la difusión del budismo también. Dos monjes del siglo VII en particular, Zhi Yu y Zhi You, visitaron la corte del emperador Tenji (r. 661-672), con lo cual presentaron un regalo de un carro que apuntaban hacia el sur que habían elaborado. Este vehículo de brújula direccional de accionamiento mecánico del siglo III (que emplea un engranaje diferencial) se reprodujo nuevamente en varios modelos para Tenji en 666, como se registró en el Nihon Shoki de 720. Los monjes japoneses también visitaron China; tal fue el caso de Ennin (794-864), quien escribió sobre sus experiencias de viaje, incluidos los viajes a lo largo del Gran Canal de China. El monje japonés Enchin (814-891) se quedó en China desde 839 hasta 847 y nuevamente desde 853 hasta 858, aterrizando cerca de Fuzhou, Fujian y zarpando hacia Japón desde Taizhou, Zhejiang durante su segundo viaje a China.

### Regiones occidental y norte

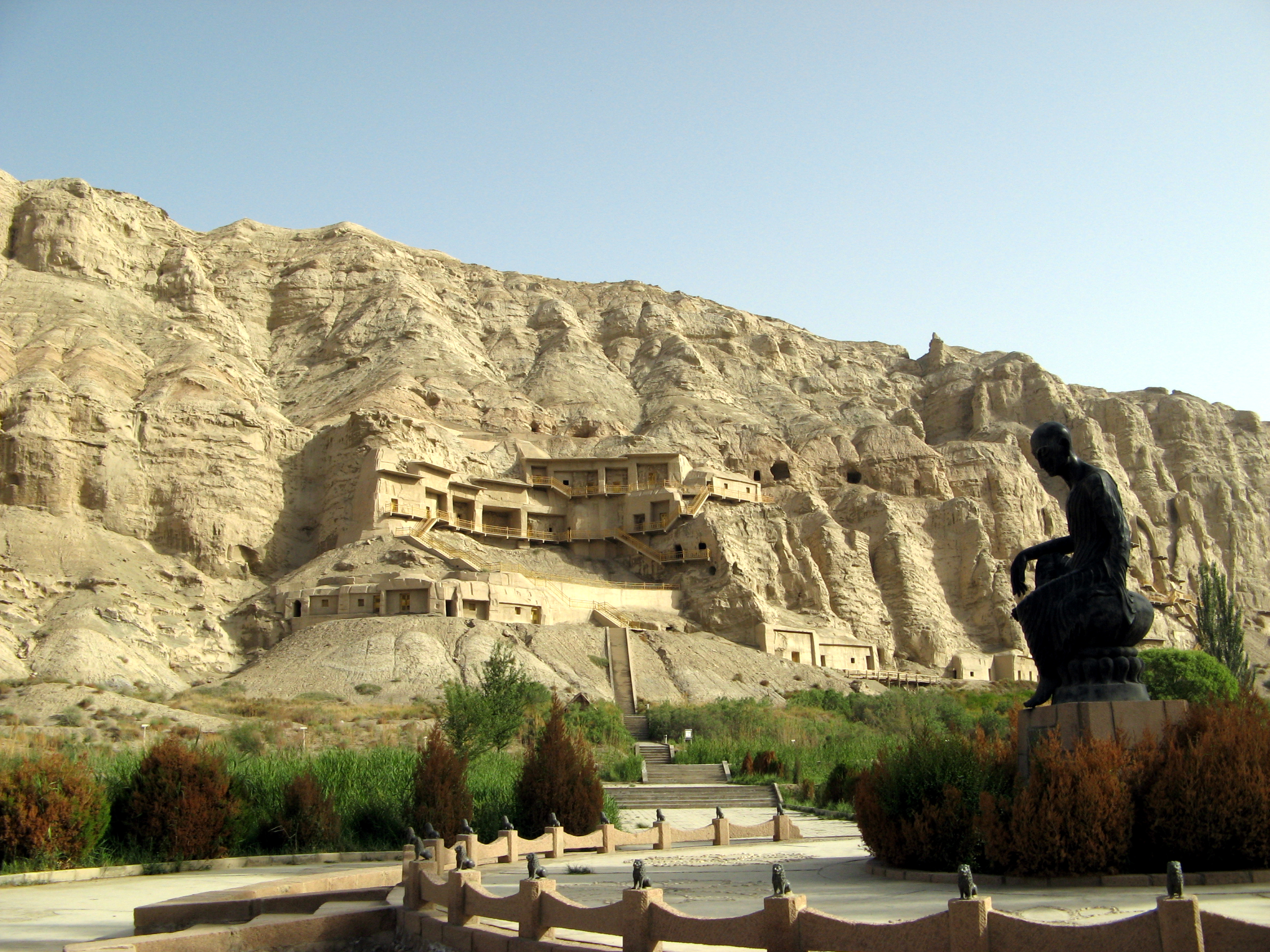
Cuevas Kizil.

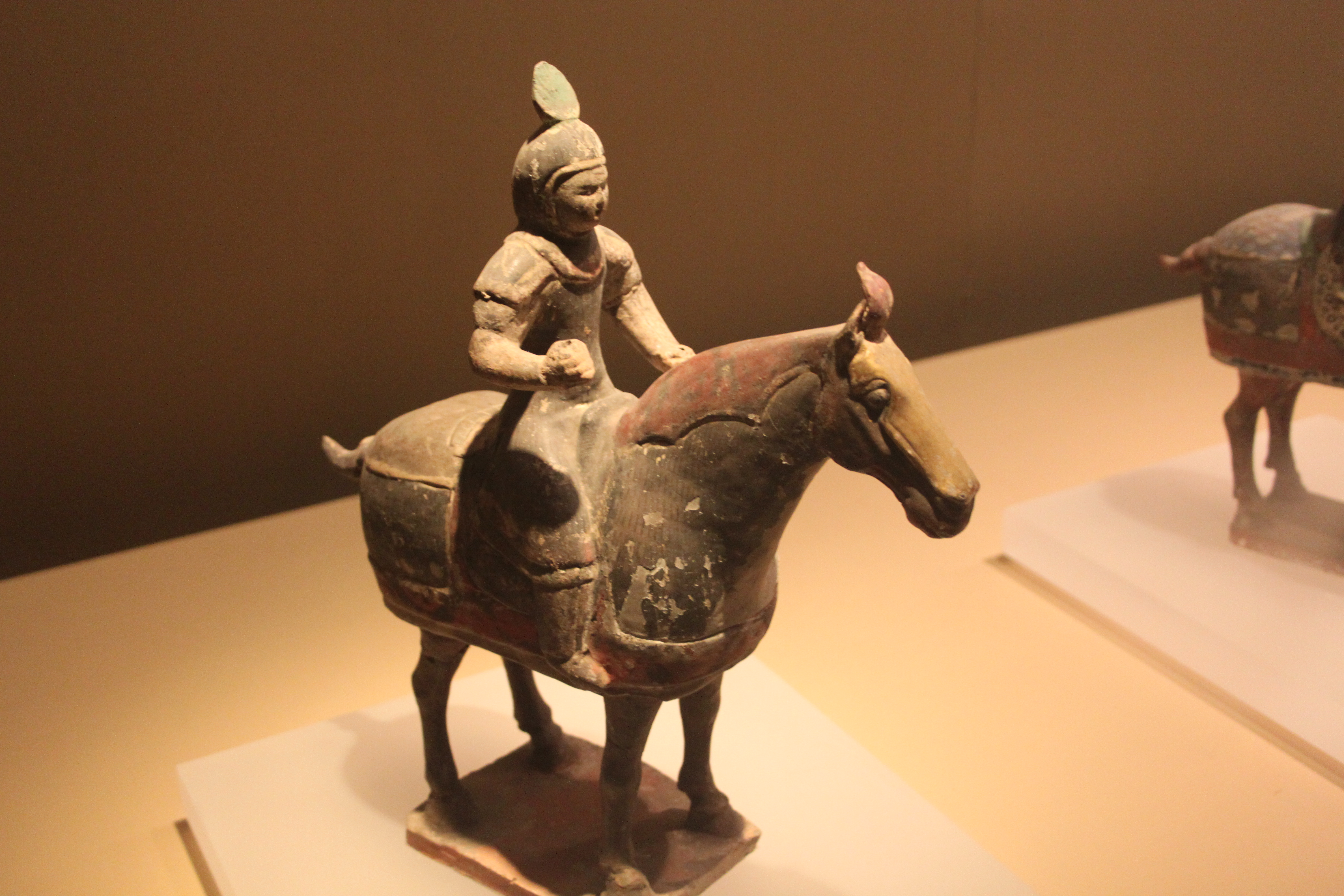
Figura de la tumba del guerrero montado similar a la desenterrada de la tumba del Príncipe Heredero Li Chongrun.

Los Sui y Tang llevaron a cabo campañas militares muy exitosas contra los nómadas esteparios. La política exterior china hacia el norte y el oeste ahora tenía que lidiar con los nómadas turcos, que se estaban convirtiendo en el grupo étnico más dominante en Asia Central. Para manejar y evitar cualquier amenaza planteada por los turcos, el gobierno de Sui reparó fortificaciones y recibió sus misiones comerciales y de tributo. Enviaron a cuatro princesas reales para formar alianzas matrimoniales con los líderes del clan turco, en 597, 599, 614 y 617. Los Sui provocaron problemas y conflictos entre los grupos étnicos contra los turcos. Ya en la dinastía Sui, los turcos se habían convertido en una importante fuerza militarizada empleada por los chinos. Cuando los kitanes comenzaron a atacar el noreste de China en 605, un general chino lideró a 20 000 turcos contra ellos, distribuyendo ganado y mujeres kitanes a los turcos como recompensa. En dos ocasiones, entre 635 y 636, las princesas reales de Tang se casaron con mercenarios turcos o generales en el servicio chino. A lo largo de la dinastía Tang hasta el final de 755, había aproximadamente diez generales turcos sirviendo bajo el mandato de Tang. Si bien la mayor parte del ejército Tang estaba formado por reclutas chinos, la mayoría de las tropas dirigidas por generales turcos eran de origen no chino, haciendo campaña en gran medida en la frontera occidental, donde la presencia de tropas de combate era baja. Algunas tropas "turcas" fueron nómadas chinos han, un pueblo desinizado.
La guerra civil en China disminuyó casi totalmente en 626, junto con la derrota en 628 del señor de la guerra chino de Ordos, Liang Shidu; después de estos conflictos internos, los Tang comenzaron una ofensiva contra los turcos. En el año 630, los ejércitos Tang capturaron áreas del desierto de Ordos, la actual provincia de Mongolia Interior y el sur de Mongolia de los turcos. Después de esta victoria militar, el emperador Taizong ganó el título de Gran Khan entre los diversos turcos de la región que prometieron su lealtad a él y al imperio chino (con varios miles de turcos que viajaron a China para vivir en Chang'an). El 11 de junio de 631, el emperador Taizong también envió enviados a Xueyantuo con oro y seda para persuadir la liberación de prisioneros chinos esclavizados que fueron capturados durante la transición de Sui a Tang desde la frontera norte; esta embajada logró liberar a 80 000 hombres y mujeres chinos que luego fueron devueltos a China.

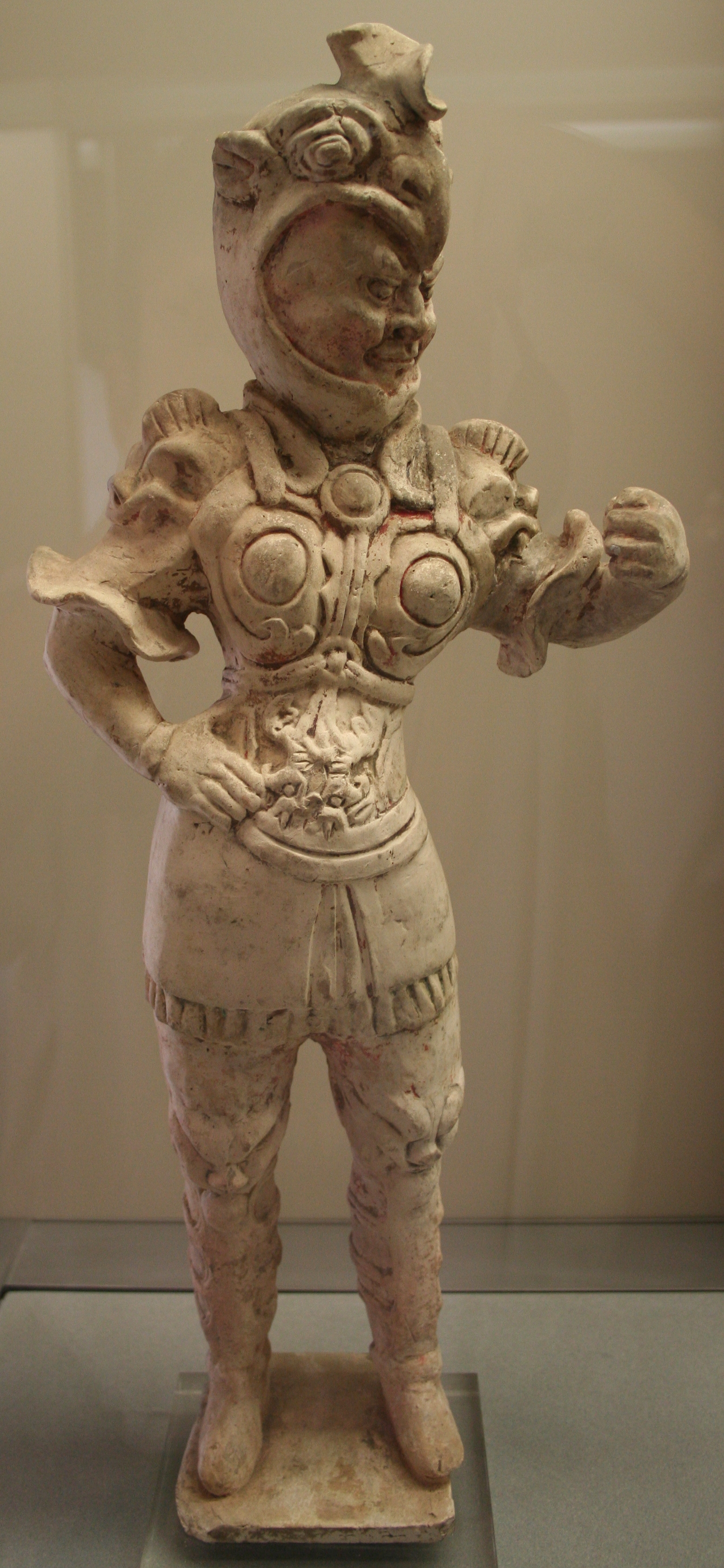
Guardián funerario (wushi yong), comienzos de.

Mientras los turcos se asentaron en la región de Ordos (antiguo territorio de Xiongnu), el gobierno Tang asumió la política militar de dominar la estepa central. Al igual que la dinastía Han anterior, la dinastía Tang (junto con los aliados turcos) conquistó y sometió a Asia Central durante los años 640 y 650. Solo durante el reinado del emperador Taizong, se lanzaron grandes campañas no solo contra los köktürk, sino también campañas separadas contra los Tuyuhun, las ciudades-estado oasis y los Xueyantuo. Bajo el emperador Gaozong, se lanzó una campaña dirigida por el general Su Dingfang contra los turcos occidentales gobernados por Ashina Helu.
El Imperio Tang compitió con el Imperio tibetano por el control de áreas en Asia interior y central, que a veces se resolvió con alianzas matrimoniales como el matrimonio de la princesa Wencheng (fallecida en 680) con Songtsän Gampo (fallecida en 649). Una tradición tibetana menciona que las tropas chinas capturaron Lhasa después de la muerte de Songtsän Gampo, pero no se menciona tal invasión ni en los anales chinos ni en los manuscritos tibetanos de Dunhuang.

Hubo una larga serie de conflictos con el Tíbet sobre territorios en la cuenca del Tarim entre 670-692, y en 763 los tibetanos incluso capturaron la capital de China, Chang'an, durante quince días durante la rebelión de An Lushan. De hecho, fue durante esta rebelión que Tang retiró sus guarniciones occidentales estacionadas en lo que ahora es Gansu y Qinghai, que los tibetanos ocuparon junto con el territorio de lo que ahora es Xinjiang. Las hostilidades entre Tang y Tíbet continuaron hasta que firmaron un tratado de paz formal en 821. Los términos de este tratado, incluidas las fronteras fijas entre los dos países, se registran en una inscripción bilingüe en un pilar de piedra fuera del templo de Jokhang en Lhasa.

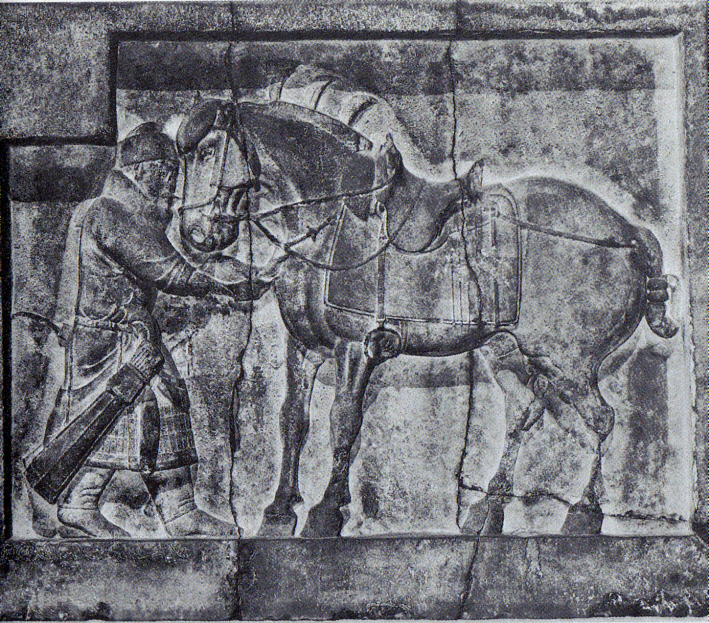
Un bajorrelieve de un soldado y el caballo del emperador, Autumn Dew, con una elaborada silla de montar y estribos, diseñados por Yan Liben, desde la tumba del emperador Taizong hacia el 650.

Durante la conquista islámica de Persia (633-656), el hijo del último gobernante del imperio sasánida, el príncipe Pirooz, huyó a la China de Tang. Según el Libro Viejo de Tang, Pirooz fue nombrado jefe de una gobernación de Persia en lo que hoy es Zaranj, en Afganistán. Durante esta conquista de Persia, el califa islámico Rashidun Uthmán ibn Affán (r. 644-656) envió una embajada a la corte Tang en Chang'an. Fuentes árabes afirman que el comandante omeya Qutaiba ibn Muslim tomó brevemente a Kasgar de China y se retiró después de un acuerdo, pero los historiadores modernos descartan por completo esta afirmación. El califato árabe omeya en 715 destituyó a Ikhshid, el rey del valle de Ferganá, e instaló un nuevo rey Alutar en el trono. El rey depuesto huyó a Kucha (sede del Protectorado de Anxi) y buscó la intervención china. Los chinos enviaron 10 000 tropas bajo Zhang Xiaosong a Ferghana. Derrotó a Alutar y la fuerza de ocupación árabe en Namangán y reinstaló a Ikhshid en el trono. Los chinos de la dinastía Tang derrotaron a los invasores árabes omeyas en la batalla de Aksu (717). El comandante árabe omeya Al-Yashkuri y su ejército huyeron a Taskent después de ser derrotados. El Turgesh luego aplastó a los omeyas árabes y los expulsó. En la década de 740, los árabes bajo el califato abasí en Jorasán habían restablecido su presencia en la cuenca de Ferghana y en Sogdiana. En la Batalla de Talas en 751, los mercenarios Qarluq bajo los chinos desertaron, ayudando a los ejércitos árabes del califato islámico a derrotar a la fuerza Tang bajo el comandante Gao Xianzhi. Aunque la batalla en sí no fue de la mayor importancia militar, este fue un momento crucial en la historia; marca la propagación de la fabricación de papel chino en las regiones al oeste de China cuando los soldados chinos capturados revelaron secretos de la fabricación de papel chino a los árabes. Estas técnicas finalmente llegaron a Europa en el siglo XII a través de la España controlada por los árabes. Aunque habían luchado en Talas, el 11 de junio de 758, una embajada abasida llegó a Chang'an simultáneamente con los turcos uigures llevando regalos para el emperador Tang. En 788-89, los chinos concluyeron una alianza militar con los turcos uigures que derrotaron dos veces a los tibetanos, en 789 cerca de la ciudad de Gaochang en Dzungaria, y en 791 cerca de Ningxia en el río Amarillo.
Joseph Needham escribe que una embajada tributaria llegó a la corte del emperador Taizong en 643 del Patriarca de Antioquía. Sin embargo, Friedrich Hirth y otros sinólogos como S.A.M. Adshead ha identificado a Fu lin (拂菻) en el Libro Viejo y Nuevo de Tang como el Imperio Bizantino, que esas historias directamente asociadas con Da Qin (es decir, el Imperio romano). La embajada enviada en 643 por Boduoli (波多力) fue identificada como el gobernante bizantino Constante II Pogonatos (Kōnstantinos Pogonatos o «Constantino el barbudo») y se registraron más embajadas enviadas al siglo VIII. S.A.M. Adshead ofrece una transliteración diferente derivada de «patriarca» o «patricio», posiblemente una referencia a uno de los regentes actuantes para el joven monarca bizantino. El Viejo y Nuevo Libro de Tang también proporciona una descripción de la capital bizantina de Constantinopla, incluyendo cómo fue asediada por las fuerzas Da shi (大食, es decir, Califato omeya) de Muawiyah I, quienes los obligaron a rendir homenaje a los árabes. El historiador bizantino del siglo VII Teofilacto Simocates escribió sobre la reunificación del norte y el sur de China por la dinastía Sui (que data de la época del emperador Mauricio); la ciudad capital de Khubdan (del túrquico antiguo Khumdan, es decir, Chang'an); la geografía básica de China, incluida su división política anterior alrededor del río Yangzi; el nombre del gobernante chino Taisson que significa «Hijo de Dios», pero posiblemente derivado del nombre del gobernante contemporáneo emperador Taizong.

## Economía
Mediante el uso del comercio terrestre a lo largo de la Ruta de la Seda y el comercio marítimo navegando en el mar, los Tang pudieron adquirir y obtener muchas nuevas tecnologías, prácticas culturales, lujo raro y artículos contemporáneos. Desde Europa, Oriente Medio, Asia Central y del Sur, la dinastía Tang pudo adquirir nuevas ideas de moda, nuevos tipos de cerámica y técnicas mejoradas de forja de plata. Los chinos Tang también adoptaron gradualmente el concepto extranjero de taburetes y sillas como asientos, mientras que los chinos de antemano siempre se sentaban en esteras colocadas en el suelo. En Oriente Medio, el mundo islámico codició y compró a granel productos chinos como sedas, lacas y artículos de porcelana. Canciones, bailes e instrumentos musicales de regiones extranjeras se hicieron populares en China durante la dinastía Tang. Estos instrumentos musicales incluían oboes, flautas y pequeños tambores lacados de Kucha en la cuenca del Tarim, e instrumentos de percusión de la India, como los platillos. En la corte había nueve conjuntos musicales (expandidos de siete en la dinastía Sui) que representaban música de toda Asia.

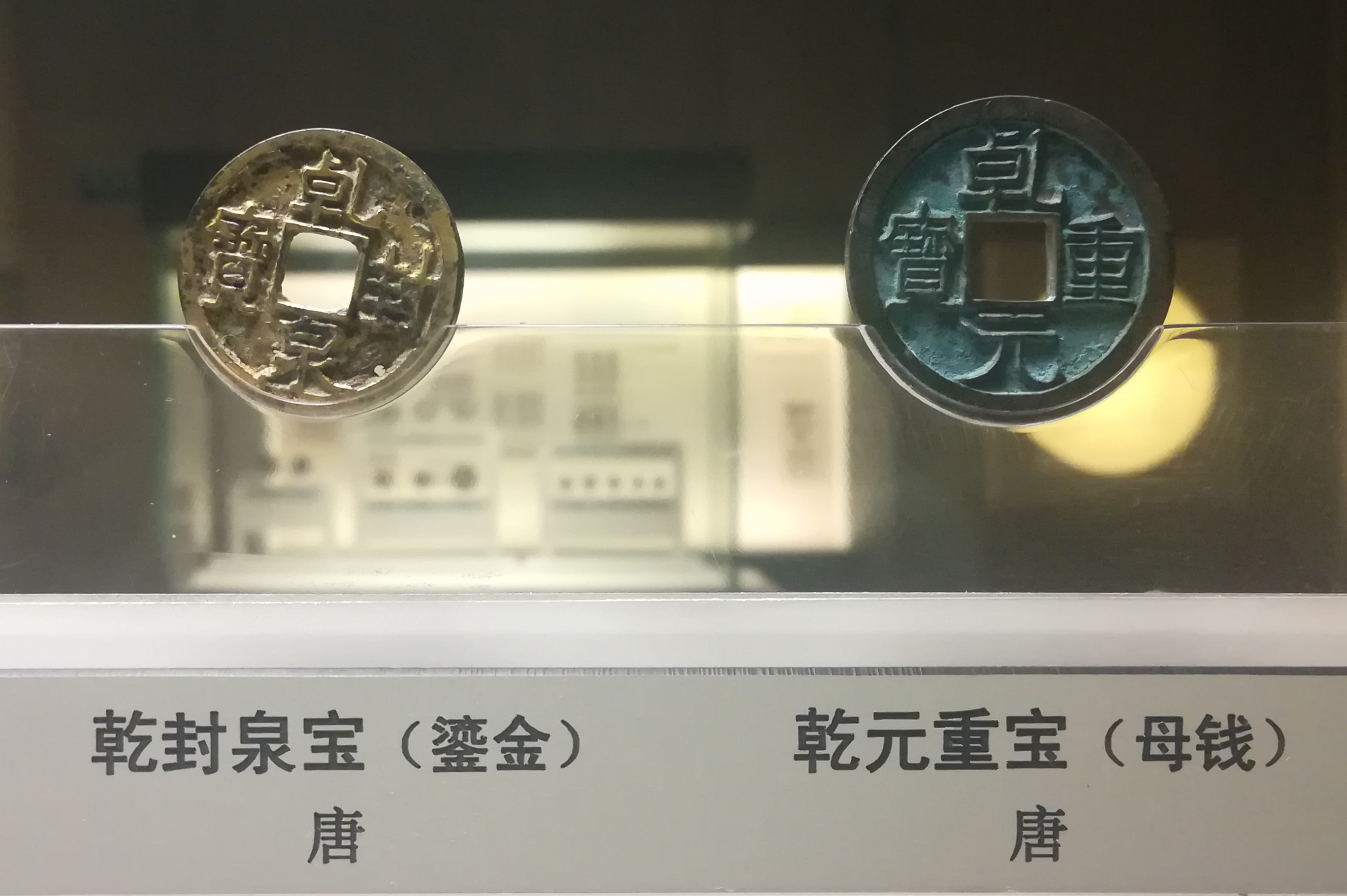
Moneda de la dinastía Tang Kai Yuan Tong Bao (開元通寳) acuñada por primera vez en 621 en Chang'an, un modelo para el Wadōkaichin japonés del.

Hubo un gran contacto e interés en la India como un centro para el conocimiento budista, con viajeros famosos como Xuanzang (fallecido en 664) que visitaron el estado del sur de Asia. Después de un viaje de 17 años, Xuanzang logró recuperar valiosos textos en sánscrito para traducirlos al chino. También había un diccionario túrquico-chino disponible para eruditos y estudiantes serios, mientras que las canciones populares túrquicas inspiraron algo de poesía china. En el interior de China, el comercio fue facilitado por el Gran Canal y la racionalización del gobierno Tang del sistema de canales mayor que redujo los costos de transporte de granos y otros productos básicos. El estado también gestionó aproximadamente 32 100 km de rutas de servicio postal a caballo o en barco.

### Ruta de la Seda
Aunque la Ruta de la Seda de China a Europa y el mundo occidental se formuló inicialmente durante el reinado del emperador Wu (141-87 a. C.) durante la dinastía Han, los Tang la reabrieron en 639 cuando Hou Junji (muerto en 643) conquistó Occidente y permaneció abierto durante casi cuatro décadas. Se cerró después de que los tibetanos lo capturaron en 678, pero en 699, durante el período de la Emperatriz Wu, la Ruta de la Seda reabrió cuando los Tang reconquistaron las Cuatro guarniciones de Anxi originalmente instaladas en 640, conectando una vez más China directamente a Occidente por comercio terrestre.

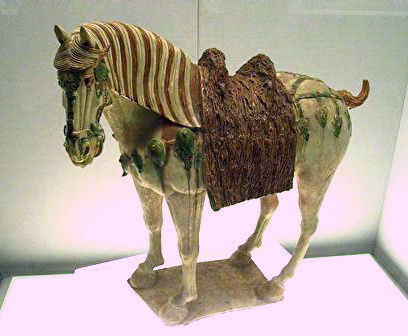
Figura funeraria esmaltada sancai de un caballo.

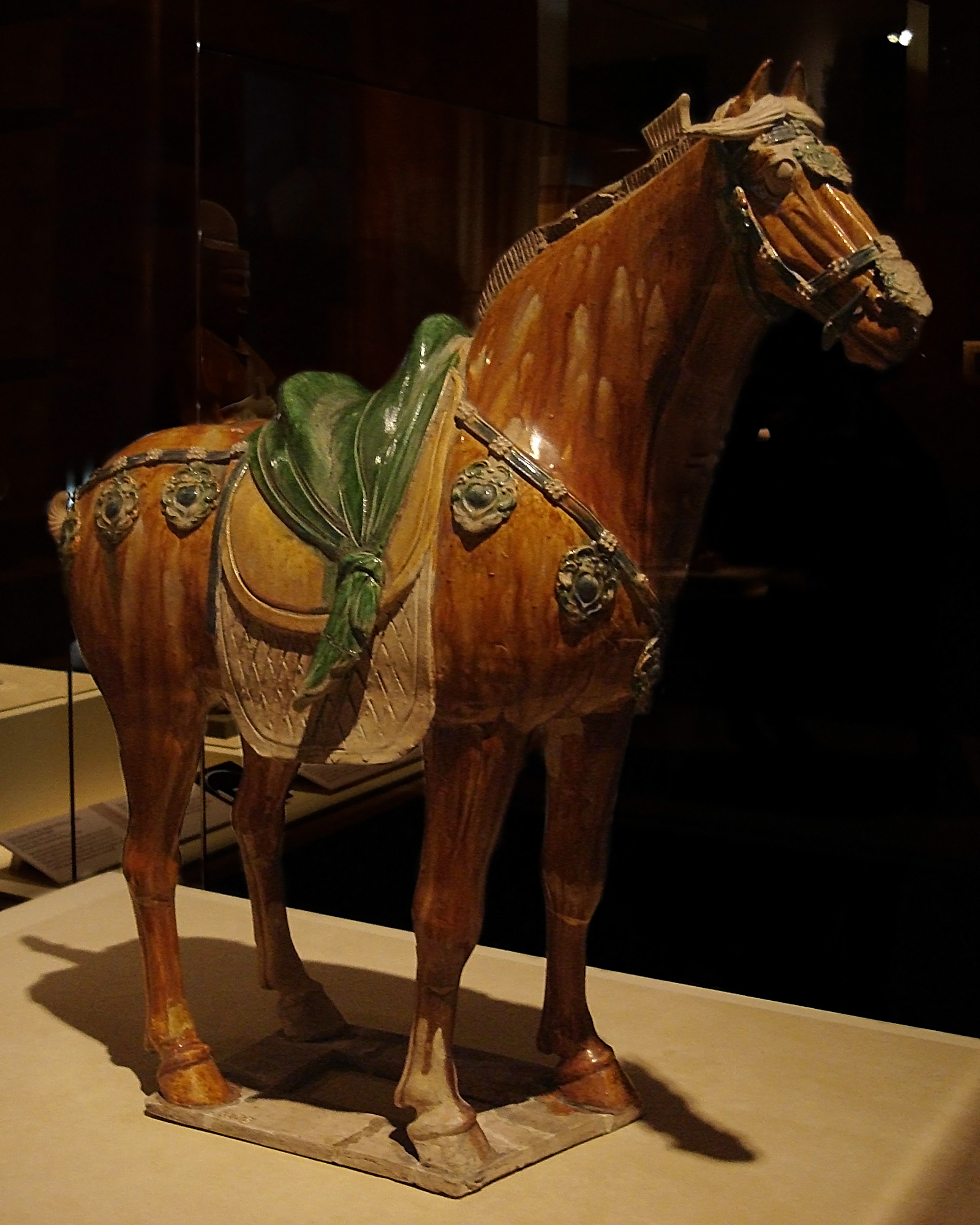
Figura de la tumba de un caballo con una silla de montar cuidadosamente esculpida, decorada con correas de cuero y cierres ornamentales con flores de ocho pétalos y hojas de albaricoque.

Los Tang capturaron la ruta vital a través del Valle de Gilgit desde el Tíbet en 722, la perdieron ante los tibetanos en 737 y la recuperaron bajo el mando del general goguryeo-coreano Gao Xianzhi. Cuando la rebelión de An Lushan terminó en 763, el Imperio Tang había perdido una vez más el control sobre sus tierras occidentales, ya que el Imperio tibetano en gran medida cortó el acceso directo de China a la Ruta de la Seda. Una rebelión interna en 848 derrocó a los gobernantes tibetanos y la China Tang recuperó sus prefecturas del noroeste del Tíbet en 851. Estas tierras contenían áreas de pastoreo y pastos cruciales para criar caballos que la dinastía Tang necesitaba desesperadamente.
A pesar de los muchos viajeros europeos expatriados que llegaron a China para vivir y comerciar, muchos viajeros, principalmente monjes religiosos y misioneros, fueron testigos de las estrictas leyes fronterizas que los chinos aplicaban. Como aseguró el monje Xuanzang y muchos otros viajeros monjes, había muchos puntos de control del gobierno chino a lo largo de la Ruta de la Seda que examinaban los permisos de viaje al Imperio Tang. Además, el bandolerismo era un problema en los puestos de control y las ciudades oasis, ya que Xuanzang también reportó que su grupo de viajeros fue asaltado por bandidos en múltiples ocasiones.
La Ruta de la Seda también afectó el arte de la dinastía Tang. Los caballos se convirtieron en un símbolo significativo de prosperidad y poder, así como en un instrumento de política militar y diplomática. Los caballos también fueron venerados como un pariente del dragón.

### Puertos y comercio marítimo

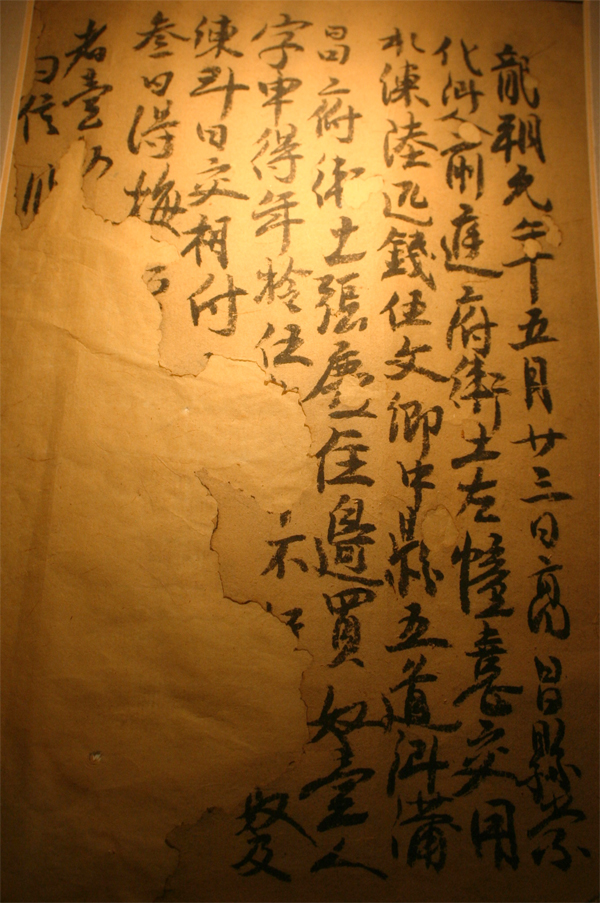
Un contrato de la dinastía Tang que registra la compra de un esclavo de 15 años por seis pernos de seda y cinco monedas chinas. Encontrado en el cementerio de Astana en Turfán.

Los enviados chinos han estado navegando a través del Océano Índico hacia la India desde quizás el siglo II a. C. Sin embargo, fue durante la dinastía Tang que se pudo encontrar una fuerte presencia marítima china en el Golfo Pérsico y el Mar Rojo, en Persia, Mesopotamia (navegando por el río Éufrates en el actual Irak), Arabia, Egipto en Oriente Medio y Aksum (Etiopía) y Somalia en el Cuerno de África.
Durante la dinastía Tang, miles de comerciantes extranjeros expatriados vinieron y vivieron en numerosas ciudades chinas para hacer negocios con China, incluidos persas, árabes, indios hindúes, malayos, bengalíes, cingaleses, jemeres, chams, judíos y cristianos nestorianos de Oriente Próximo, entre muchos otros. En 748, el monje budista Jian Zhen describió Guangzhou como un bullicioso centro comercial mercantil donde muchos barcos extranjeros, grandes e impresionantes, llegaron al muelle. Escribió que "muchos barcos grandes vinieron de Borneo, Persia, Qunglun (Indonesia/Java)... con especias, perlas y jade apilados en montañas", como está escrito en el Yue Jue Shu (registros perdidos del estado de Yue). Durante la Rebelión de An Lushan, los piratas árabes y persas quemaron y saquearon Guangzhou en 758, y los extranjeros fueron masacrados en Yangzhou en 760. El gobierno de Tang reaccionó cerrando el puerto de Cantón durante aproximadamente cinco décadas, y los buques extranjeros atracaron en Hanói. Sin embargo, cuando el puerto se volvió a abrir, continuó prosperando. En 851, el comerciante árabe Sulaiman al-Tajir observó la fabricación de porcelana china en Guangzhou y admiró su calidad transparente. También proporcionó una descripción de la mezquita de Guangzhou, sus graneros, la administración del gobierno local, algunos de sus registros escritos, el tratamiento de los viajeros, junto con el uso de cerámica, vino de arroz y té. Sin embargo, en otro episodio sangriento en Guangzhou en 879, el rebelde chino Huang Chao saqueó la ciudad y supuestamente masacró a miles de chinos han nativos, junto con judíos, cristianos, zoroastrianos y musulmanes extranjeros en el proceso. La rebelión de Huang fue finalmente suprimida en 884.
Los buques de los estados vecinos de Asia Oriental, como Silla y Balhae de Corea y la provincia de Hizen de Japón, participaron en el comercio del Mar Amarillo, que Silla dominaba. Después de que Silla y Japón reabrieron las hostilidades renovadas a fines del siglo VII, la mayoría de los comerciantes marítimos japoneses optaron por zarpar desde Nagasaki hacia la desembocadura del río Huai, el río Yangzi e incluso hasta el sur hasta la bahía de Hangzhou para evitar los barcos coreanos en el mar Amarillo. Para navegar de regreso a Japón en 838, la embajada japonesa en China adquirió nueve barcos y sesenta marineros coreanos de los barrios coreanos de las ciudades de Chuzhou y Lianshui a lo largo del río Huai. También se sabe que los barcos comerciales chinos que viajan a Japón zarpan desde los distintos puertos a lo largo de las costas de las provincias de Zhejiang y Fujian.

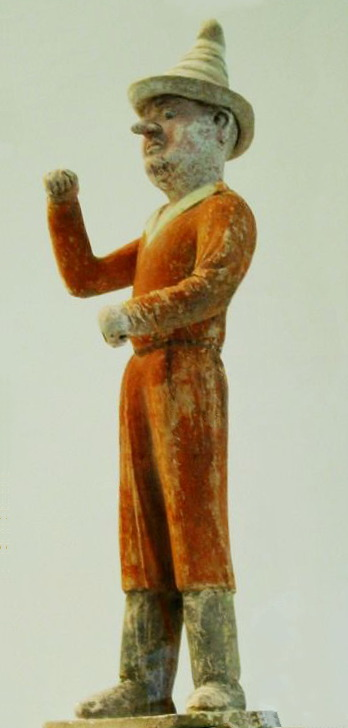
Figura funeraria de un comerciante sogdiano, del. Los comerciantes de la Sogdiana eran fuentes primarias de esclavos comprados por nobles aristocráticos chinos.

Los chinos se dedicaron a la producción a gran escala para la exportación al extranjero al menos en la época de los Tang. Esto fue demostrado por el descubrimiento del naufragio de Belitung, un dhow árabe naufragado preservado de limo en el estrecho de Gaspar, cerca de Belitung, que tenía 63 000 piezas de cerámica Tang, plata y oro (incluido un cuenco Changsha con una fecha: "Día 16 del séptimo mes del segundo año del reinado de Baoli", u 826, aproximadamente confirmado por la datación por radiocarbono del anís estrellado en el naufragio). A partir de 785, los chinos comenzaron a llamar regularmente a Sufala en la costa de África Oriental para eliminar a los intermediarios árabes, con varias fuentes chinas contemporáneas que dan descripciones detalladas del comercio en África. El oficial y geógrafo Jia Dan (730-805) escribió sobre dos rutas comerciales marítimas comunes en su día: una desde la costa del mar de Bohai hacia Corea y otra desde Guangzhou a través de Malaca hacia las islas Nicobar, Sri Lanka e India, el este y las costas septentrionales del mar Arábigo hasta el río Éufrates. En 863, el autor chino Duan Chengshi (muerto en 863) proporcionó una descripción detallada del comercio de esclavos, el comercio de marfil y el de ámbar gris en un país llamado Bobali, que según los historiadores fue Berbera en Somalia. En Fustat (antiguo El Cairo), Egipto, la fama de la cerámica china allí condujo a una enorme demanda de productos chinos; por lo tanto, los chinos a menudo viajaban allí (esto continuó en períodos posteriores como el Egipto fatimí). A partir de este período de tiempo, el comerciante árabe Shulama una vez escribió sobre su admiración por los juncos marinos chinos, pero señaló que su calado era demasiado profundo para que pudieran ingresar al río Éufrates, lo que los obligó a transportar pasajeros y carga en pequeñas embarcaciones. Shulama también señaló que los barcos chinos a menudo eran muy grandes, con capacidades de hasta 600-700 pasajeros.

## Cultura y sociedad

### Arte
Las dinastías Sui y Tang se habían alejado de la cultura más feudal de las anteriores dinastías del norte, a favor del incondicional confucianismo civil. El sistema gubernamental fue apoyado por una gran clase de intelectuales confucianos seleccionados a través de exámenes o recomendaciones del servicio civil. En el período Tang, el taoísmo y el budismo reinaban también como ideologías centrales y desempeñaban un papel importante en la vida cotidiana de las personas. Los chinos Tang disfrutaron de banquetes, bebidas, vacaciones, deportes y todo tipo de entretenimiento, mientras que la literatura china floreció y fue más accesible con nuevos métodos de impresión.

### Chang'an, la capital

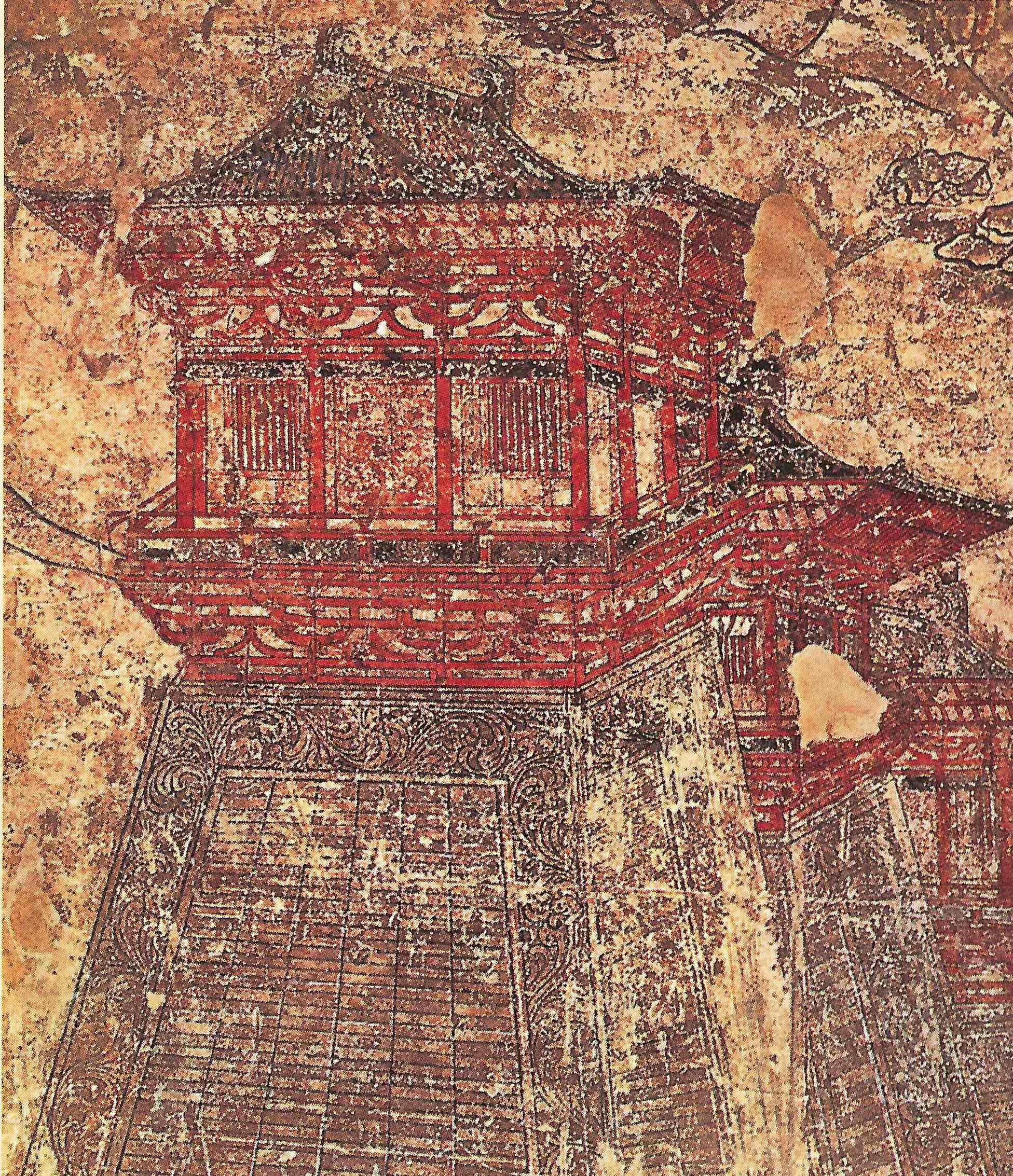
Un mural que representa una torre de esquina, probablemente una de Chang'an, desde la tumba del Príncipe Yide (muerto en 701) en el Mausoleo de Qianling, fechada en 706.

Aunque Chang'an fue la capital de las primeras dinastías Han y Jin, después de la posterior destrucción en la guerra, fue el modelo de la dinastía Sui el que comprendió la capital de la era Tang. Las dimensiones aproximadamente cuadradas de la ciudad tenían 10 km de muros exteriores que corrían de este a oeste, y más de 8 km de muros exteriores que corrían de norte a sur. El palacio real, el Palacio Taiji, se encontraba al norte del eje central de la ciudad. Desde las grandes puertas de Mingde ubicadas en el centro de la muralla sur, una amplia avenida de la ciudad se extendía desde allí hasta el norte hasta la ciudad administrativa central, detrás de la cual estaba la Puerta de Chentian del palacio real, o Ciudad Imperial. Intersecando esto había catorce calles principales que corrían de este a oeste, mientras que once calles principales corrían de norte a sur. Estas carreteras principales que se cruzan formaron 108 salas rectangulares con paredes y cuatro puertas cada una, y cada sala se llenó de múltiples bloques de la ciudad. La ciudad se hizo famosa por este patrón de tablero de ajedrez de carreteras principales con distritos amurallados y cerrados, su diseño incluso se menciona en uno de los poemas de Du Fu. Durante el período Heian, la ciudad de Heian kyō (actual Kioto) de Japón, como muchas ciudades, se organizó en el patrón de cuadrícula de calles de la capital Tang y de acuerdo con la geomancia tradicional siguiendo el modelo de Chang'an. De estos 108 barrios en Chang'an, dos de ellos (cada uno del tamaño de dos barrios regulares de la ciudad) fueron designados como mercados supervisados por el gobierno, y otro espacio reservado para templos, jardines, estanques, etc. En toda la ciudad, hubo 111 monasterios budistas, 41 abadías taoístas, 38 santuarios familiares, 2 templos oficiales, 7 iglesias de religiones extranjeras, 10 distritos municipales con oficinas de transmisión provinciales, 12 posadas principales y 6 cementerios. Algunos barrios de la ciudad estaban literalmente llenos de campos de juego públicos abiertos o los patios traseros de lujosas mansiones para jugar al polo a caballo y fútbol cuju. En 662, el emperador Gaozong trasladó la corte imperial al Palacio Daming, que se convirtió en el centro político del imperio y sirvió como residencia real de los emperadores Tang durante más de 220 años.

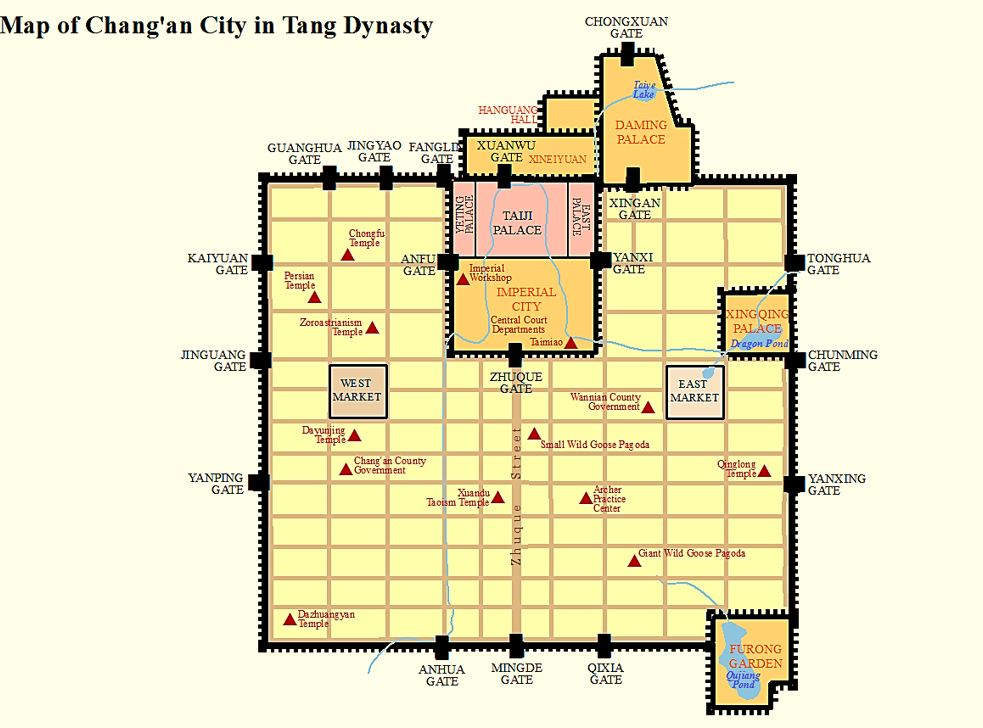
Mapa de Chang'an en la dinastía Tang.

La capital Tang era la ciudad más grande del mundo en su momento, la población de los barrios de la ciudad y su campo suburbano alcanzaban los dos millones de habitantes. La capital Tang era muy cosmopolita, con etnias de Persia, Asia Central, Japón, Corea, Vietnam, Tíbet, India y muchos otros lugares conviviendo. Naturalmente, con esta plétora de diferentes etnias en Chang'an, también se practicaban muchas religiones diferentes, como el budismo, el cristianismo nestoriano, el maniqueísmo, el zoroastrismo, el judaísmo y el islam. Con un acceso ampliamente abierto a China que facilitó la Ruta de la Seda hacia el oeste, muchos colonos extranjeros pudieron mudarse al este a China, mientras que la ciudad de Chang'an tenía unos 25 000 extranjeros viviendo. Las exóticas damas tocarias de ojos verdes y cabello rubio que servían vino en copas de ágata y ámbar, cantaban y bailaban en las tabernas atraían a los clientes. Si un extranjero en China perseguía a una mujer china para casarse, se le exigía que se quedara en China sin poder llevar a su novia de regreso a su tierra natal, como se indica en una ley aprobada en 628 para proteger a las mujeres de los matrimonios temporales con enviados extranjeros. Varias leyes que imponen la segregación de extranjeros de China fueron aprobadas durante la dinastía Tang. En 779, la dinastía Tang emitió un edicto que obligó a los uigures en la capital, Chang'an, a usar su vestimenta étnica, les impidió casarse con mujeres chinas y les prohibió pasar como chinos.

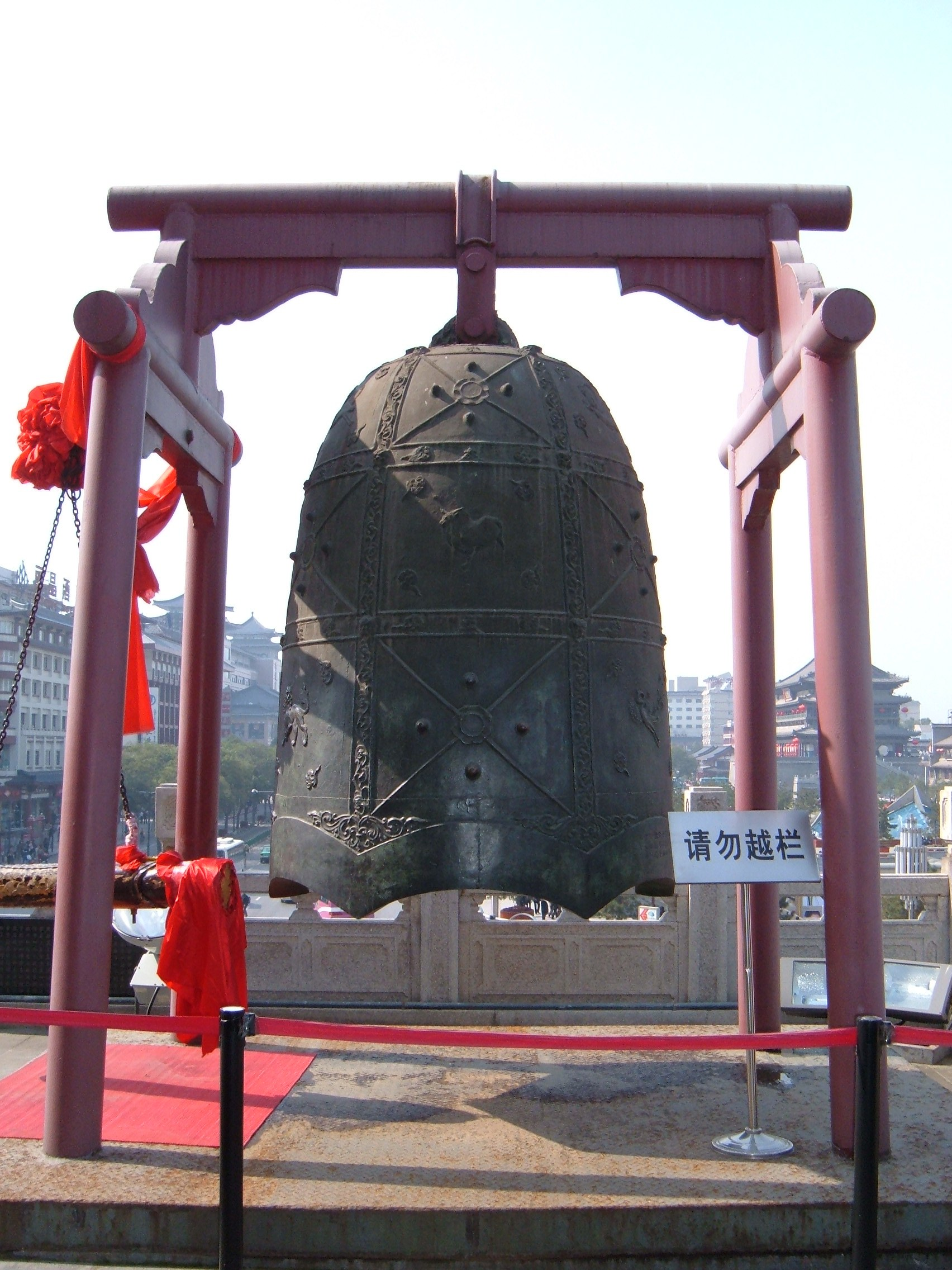
La campana de bronce de Jingyun de 711, con 247 cm de alto y 6500 kg de peso, ahora en el campanario de Xi'an.

Chang'an era el centro del gobierno central, el hogar de la familia imperial, y estaba lleno de esplendor y riqueza. Sin embargo, por cierto, no fue el centro económico durante la dinastía Tang. La ciudad de Yangzhou a lo largo del Gran Canal y cerca del río Yangtze fue el mayor centro económico durante la era Tang.
Yangzhou fue la sede del monopolio del gobierno de Tang sobre la sal y el mayor centro industrial de China; actuó como un punto medio en el envío de bienes extranjeros que se organizarían y distribuirían a las principales ciudades del norte. Al igual que el puerto marítimo de Guangzhou en el sur, Yangzhou contaba con miles de comerciantes extranjeros de toda Asia.
También estaba la ciudad capital secundaria de Luoyang, que fue la capital favorita de las dos por la emperatriz Wu. En el año 691, tuvo más de 100 000 familias (más de 500 000 personas) de toda la región de Chang'an que se mudaron para poblar Luoyang. Con una población de aproximadamente un millón, Luoyang se convirtió en la segunda ciudad más grande del imperio, y con su proximidad al río Luo se benefició de la fertilidad agrícola del sur y el tráfico comercial del Gran Canal. Sin embargo, la corte Tang finalmente degradó su estatus de capital y no visitó Luoyang después del año 743, cuando se resolvió el problema de Chang'an de adquirir suministros y tiendas adecuadas para el año. Ya en 736, se construyeron graneros en puntos críticos a lo largo de la ruta desde Yangzhou a Chang'an, lo que eliminó los retrasos en los envíos, el deterioro y el robo. Un lago artificial utilizado como una piscina de transbordo fue dragado al este de Chang'an en 743, donde los norteños curiosos finalmente pudieron ver la variedad de botes encontrados en el sur de China, entregando artículos de impuestos y tributos a la corte imperial.

### Literatura

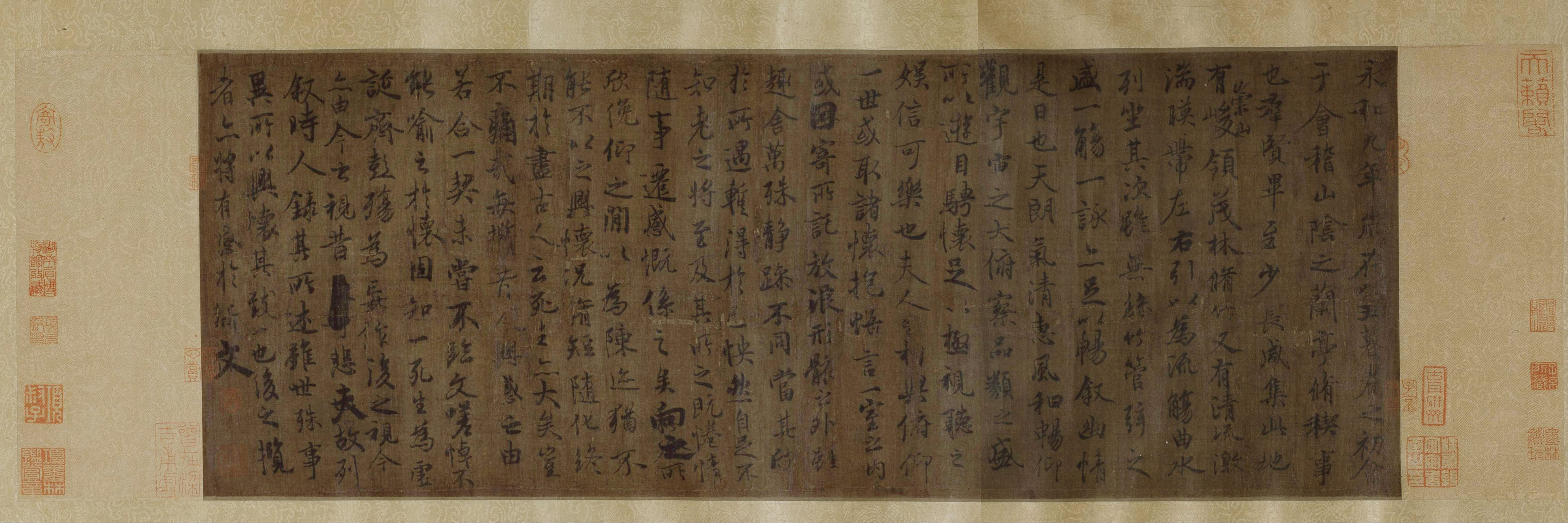
Una copia de la era de la dinastía Tang del prefacio de los poemas Lantingji Xu, compuestos en la Reunión del pabellón de orquídeas, originalmente atribuida a Wang Xizhi (303-361) de la dinastía Jin.

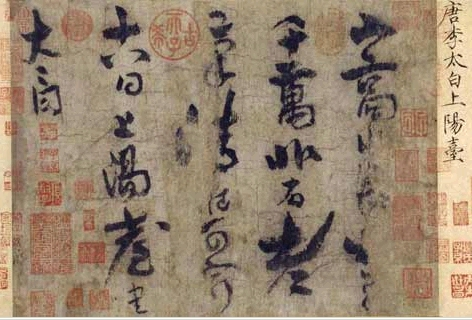
Un poema de Li Bai (701-762), el único ejemplo sobreviviente de la caligrafía de Li Bai, ubicado en el Museo del Palacio de Beijing.

El período Tang fue una época dorada de la literatura y el arte chinos. Más de 48 900 poemas escritos por unos 2200 autores Tang han sobrevivido hasta nuestros días. La habilidad en la composición de la poesía china se convirtió en un estudio obligatorio para quienes desean aprobar los exámenes imperiales, mientras que la poesía también era muy competitiva; concursos de poesía entre invitados en banquetes y cortesanos eran muy comunes. Los estilos de poesía más populares en Tang eran el gushi y jintishi, con el famoso poeta Li Bai (701-762) famoso por el estilo anterior, y poetas como Wang Wei (701-761) y Cui Hao (704-754) famoso por su uso de este último. La poesía jintishi, o verso regulado, tiene la forma de estrofas de ocho líneas o siete caracteres por línea con un patrón fijo de tonos que requieren que el segundo y el tercer pareado sean antitéticos (aunque la antítesis a menudo se pierde en la traducción a otros idiomas). Los poemas Tang siguieron siendo populares y la gran emulación de la poesía de la era Tang comenzó en la dinastía Song; en ese período, Yan Yu (嚴羽; activo 1194-1245) fue el primero en conferir la poesía de la era del alto Tang (hacia 713-766) con "estatus canónico dentro de la tradición poética clásica". Yan Yu reservó la posición de más alta estima entre todos los poetas Tang para Du Fu (712-770), quien no fue visto como tal en su propia era, y fue calificado por sus compañeros como un rebelde antitradicional.
El movimiento de la prosa clásica fue estimulado en gran parte por los escritos de los autores de Tang Liu Zongyuan (773-819) y Han Yu (768-824). Este nuevo estilo de prosa se separó de la tradición poética del estilo piantiwen (騙體文, "prosa paralela") que comenzó en la dinastía Han. Aunque los escritores del Movimiento de la prosa clásica imitaron el piantiwen, lo criticaron por su contenido a menudo vago y la falta de lenguaje coloquial, centrándose más en la claridad y la precisión para hacer su escritura más directa. Este estilo de guwen (prosa arcaica) se remonta a Han Yu, y se asociaría en gran medida con el neoconfucianismo ortodoxo.
La ficción y los cuentos también fueron populares durante el Tang, uno de los más famosos fue La biografía de Yingying de Yuan Zhen (779-831), que se difundió ampliamente en su propio tiempo y la dinastía Yuan (1279-1368) se convirtió en el base para obras de teatro en la ópera china. Timothy C. Wong coloca esta historia dentro del contexto más amplio de las historias de amor Tang, que a menudo comparten los diseños de la trama de la pasión rápida, la presión social inevitable que conduce al abandono del romance, seguido de un período de melancolía. Wong afirma que este esquema carece de los votos eternos y el compromiso total con el amor que se encuentran en los romances occidentales como Romeo y Julieta, pero que los valores chinos tradicionales subyacentes de inseparable identidad del propio entorno (incluida la sociedad humana) sirvieron para crear la ficción necesaria dispositivo de tensión romántica.

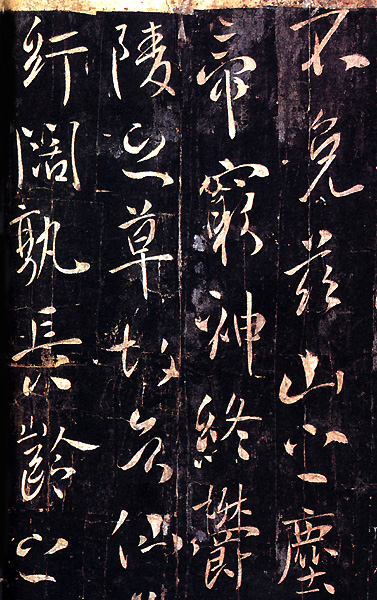
Caligrafía del emperador Taizong en una estela Tang.

Hubo grandes enciclopedias publicadas en el Tang. La enciclopedia Yiwen Leiju fue compilada en 624 por el editor Ouyang Xun (557-641), así como Linghu Defen (582-666) y Chen Shuda (m. 635). La enciclopedia Tratado sobre astrología de la era Kaiyuan fue compilada en su totalidad en 729 por Gautama Siddha (siglo VIII), un astrónomo, astrólogo y erudito indio nacido en la capital Chang'an.
Geógrafos chinos como Jia Dan escribieron descripciones precisas de lugares lejanos en el extranjero. En su trabajo escrito entre 785 y 805, describió la ruta marítima que entraba en la desembocadura del Golfo Pérsico, y que los iraníes medievales (a quienes llamó la gente de Luo-He-Yi) habían erigido 'pilares ornamentales' en el mar que actuaban como faros para barcos que podrían extraviarse. Al confirmar los informes de Jia sobre los faros en el Golfo Pérsico, los escritores árabes un siglo después de que Jia escribiera sobre las mismas estructuras, escritores como al-Mas'udi y al-Muqaddasi. El diplomático chino de la dinastía Tang Wang Xuance viajó a Magadha (noreste de la actual India) durante el siglo VII. Posteriormente escribió el libro Zhang Tianzhu Guotu (Cuentas ilustradas de la India central), que incluía una gran cantidad de información geográfica.
Muchas historias de dinastías anteriores fueron compiladas entre 636 y 659 por funcionarios de la corte durante y poco después del reinado del emperador Taizong de Tang. Estos incluyeron el Libro de Liang, el Libro de Chen, el Libro de Qi del Norte, el Libro de Zhou, el Libro de Sui, el Libro de Jin, la Historia de las dinastías del norte y la Historia de las dinastías del sur. Aunque no se incluyeron en las Veinticuatro Historias oficiales, Tongdian y Tang Huiyao fueron, sin embargo, valiosas obras históricas escritas del período Tang. El Shitong escrito por Liu Zhiji en 710 era una metahistoria, ya que cubría la historia de la historiografía china en los siglos pasados hasta su tiempo. Los Grandes Registros Tang en las Regiones Occidentales, compilados por Bianji, relataron el viaje de Xuanzang, el monje budista más famoso de la era Tang.
Otras ofertas literarias importantes incluyeron Fragmentos diversos de Youyang de Duan Chengshi (muerto en 863), una entretenida colección de leyendas y rumores extranjeros, informes sobre fenómenos naturales, anécdotas cortas, cuentos míticos y mundanos, así como notas sobre diversos temas. La categoría o clasificación literaria exacta en la que encajaría la gran narrativa informal de Duan aún se debate entre los estudiosos e historiadores.

### Religión y filosofía

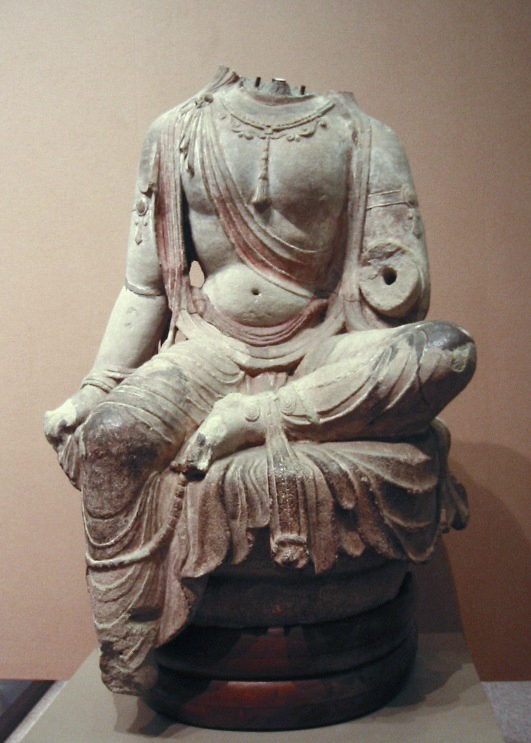
Una escultura de la dinastía Tang de Bodhisattva.

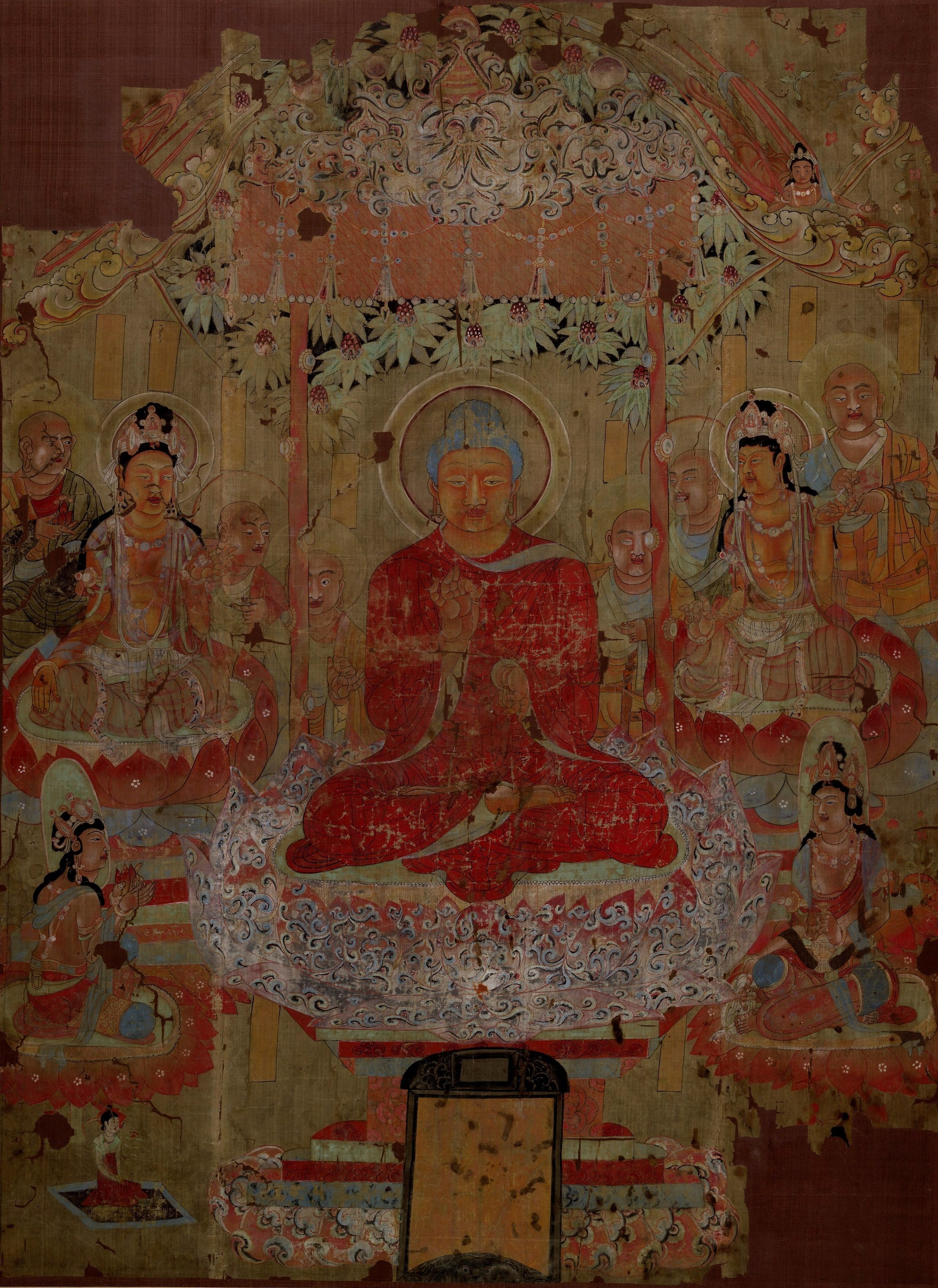
Un pergamino de seda del siglo VIII de Dunhuang, que muestra el paraíso de Amitabha.

Desde la antigüedad, los chinos creían en una religión tradicional y en el taoísmo que abarcaba muchas deidades. Los chinos creían que Tao y la otra vida eran una realidad paralela al mundo vivo, completa con su propia burocracia y moneda de la otra vida que necesitaban los antepasados muertos. Las prácticas funerarias incluían proporcionar a los fallecidos todo lo que pudieran necesitar en el más allá, incluidos animales, sirvientes, artistas, cazadores, hogares y funcionarios. Este ideal se refleja en el arte de la dinastía Tang. Esto también se refleja en muchas historias cortas escritas en Tang sobre personas que terminan accidentalmente en el reino de los muertos, solo para regresar y reportar sus experiencias.
El budismo, originario de la India en la época de Confucio, continuó ejerciendo su influencia durante el período Tang y fue aceptado por algunos miembros de la familia imperial, volviéndose completamente sinicizado y en parte permanente de la cultura tradicional china. En una época anterior al neoconfucianismo y figuras como Zhu Xi (1130-1200), el budismo había comenzado a florecer en China durante las dinastías del norte y del sur, y se convirtió en la ideología dominante durante la próspera Tang. Los monasterios budistas desempeñaron un papel integral en la sociedad china, ofreciendo alojamiento para viajeros en áreas remotas, escuelas para niños en todo el país y un lugar para la literatura urbana para organizar eventos sociales y reuniones como fiestas de despedida. Los monasterios budistas también estaban involucrados en la economía, ya que sus propiedades de tierra y sus siervos les daban suficientes ingresos para establecer molinos, prensas de petróleo y otras empresas. Aunque los monasterios retuvieron 'siervos', estos dependientes del monasterio podían poseer propiedades y emplear a otros para ayudarlos en su trabajo, incluidos sus propios esclavos.
El estatus prominente del budismo en la cultura china comenzó a declinar a medida que la dinastía y el gobierno central disminuyeron también a fines del siglo VIII al siglo IX. Los conventos y templos budistas que antes estaban exentos de impuestos estatales fueron objeto de impuestos por parte del estado. En 845, el emperador Wuzong de Tang finalmente clausuró 4600 monasterios budistas junto con 40 000 templos y santuarios, obligando a 260 000 monjes y monjas budistas a regresar a la vida secular; este episodio más tarde se llamaría una de las Cuatro persecuciones budistas en China. Aunque la prohibición se levantaría solo unos años después, el budismo nunca recuperó su estado dominante en la cultura china. Esta situación también se produjo a través de un nuevo renacimiento del interés en las filosofías chinas nativas, como el confucianismo y el taoísmo. Han Yu (786-824), que Arthur F. Wright declaró que era un "brillante polemista y ardiente xenófobo", fue uno de los primeros hombres de Tang en denunciar el budismo. Aunque sus contemporáneos lo encontraban grosero y desagradable, presagiaría la posterior persecución del budismo en el Tang, así como el resurgimiento de la teoría confuciana con el surgimiento del neoconfucianismo de la dinastía Song. No obstante, el budismo Chán ganó popularidad entre la élite educada. También había muchos monjes Chán famosos de la era Tang, como Mazu Daoyi, Baizhang y Huangbo Xiyun. La secta del budismo de la Tierra Pura iniciada por el monje chino Huiyuan (334-416) también fue tan popular como el budismo Chán durante el Tang.

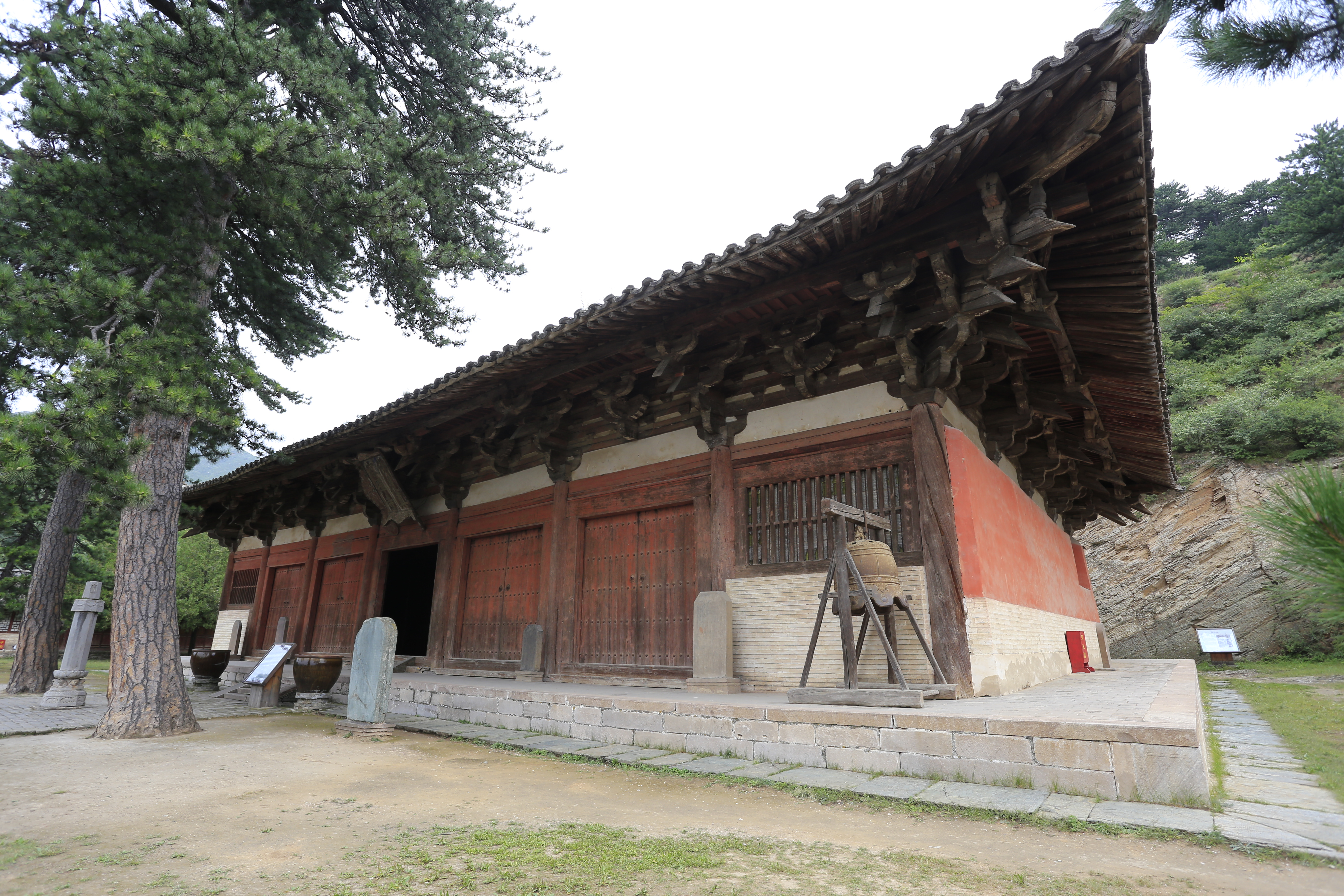
Una sala de madera construida en 857, ubicada en el Templo Foguang del Monte Wutai, en Shanxi.

El budismo rivalizaba con el taoísmo, un sistema de creencias filosóficas y religiosas chinas nativas que encontró sus raíces en el libro del Daodejing (atribuido a una figura del siglo VI a. C. llamada Laozi) y el Zhuangzi. La familia gobernante Li de la dinastía Tang en realidad reclamó descendencia de la antigua Laozi. En numerosas ocasiones donde los príncipes Tang se convertirían en príncipes de la corona o en princesas Tang haciendo votos como sacerdotisas taoístas, sus lujosas antiguas mansiones se convertirían en abadías taoístas y lugares de culto. Muchos taoístas se asociaron con la alquimia en sus búsquedas para encontrar un elixir de inmortalidad y un medio para crear oro a partir de mezclas inventadas de muchos otros elementos. Aunque nunca lograron sus objetivos en ninguna de estas actividades inútiles, contribuyeron al descubrimiento de nuevas aleaciones de metales, productos de porcelana y nuevos tintes. El historiador Joseph Needham calificó el trabajo de los alquimistas taoístas como "protociencia en lugar de pseudociencia". Sin embargo, la estrecha conexión entre el taoísmo y la alquimia, que algunos sinólogos han afirmado, es refutada por Nathan Sivin, quien afirma que la alquimia era tan prominente (si no más) en la esfera secular y practicada más a menudo por laicos.
La dinastía Tang también reconoció oficialmente varias religiones extranjeras. La iglesia Asiria de Oriente, también conocida como la Iglesia Nestoriana o la Iglesia Oriental en China, recibió el reconocimiento de la corte Tang. En 781, se creó la Estela Nestoriana para honrar los logros de su comunidad en China. Se estableció un monasterio cristiano en la provincia de Shaanxi, donde todavía se encuentra la pagoda Daqin, y dentro de la pagoda hay obras de arte de temática cristiana. Aunque la religión se extinguió en gran medida después de Tang, fue revivida en China tras las invasiones mongolas del siglo XIII.
Aunque los sogdianos habían sido responsables de transmitir el budismo a China desde la India durante los siglos II al IV, poco después se convirtieron en gran medida al zoroastrismo debido a sus vínculos con la Persia sasánida. Los mercaderes sogdianos y sus familias que viven en ciudades como Chang'an, Luoyang y Xiangyang generalmente construyeron un templo zoroastriano una vez que sus comunidades locales crecieron en más de 100 hogares. Los sogdianos también fueron responsables de difundir el maniqueísmo en la China Tang y el Kanato uigur. Los uigures construyeron el primer monasterio maniqueo en China en 768, pero en 843 el gobierno Tang ordenó que se confiscara la propiedad de todos los monasterios maniqueos en respuesta al estallido de la guerra con los uigures. Con la prohibición general de las religiones extranjeras dos años después, el maniqueísmo fue conducido a la clandestinidad y nunca más floreció en China.

### Ocio
Mucho más que en períodos anteriores, la era Tang fue famosa por el tiempo reservado para la actividad de ocio, especialmente para aquellos en las clases altas. Durante el Tang se disfrutaron muchos deportes y actividades al aire libre, como tiro con arco, caza, polo a caballo, fútbol cuju, peleas de gallos e incluso tira y afloja. A los funcionarios del gobierno se les concedieron vacaciones durante su mandato. Los funcionarios tenían 30 días libres cada tres años para visitar a sus padres si vivían a 1 600 km de distancia, o 15 días libres si los padres vivían a más de 269 km de distancia (tiempo de viaje no incluido). A los funcionarios se les concedieron nueve días de vacaciones para las bodas de un hijo o hija, y cinco, tres o un días/día libre para las bodas de parientes cercanos (el tiempo de viaje no estaba incluido). Los funcionarios también recibieron un total de tres días libres para el rito de iniciación de la coronación de su hijo en la virilidad, y un día libre para la ceremonia del rito de iniciación del hijo de un pariente cercano.
Las fiestas tradicionales chinas, como el Año Nuevo chino, el Festival de los Faroles, el Festival de la comida fría y otras, eran fiestas universales. En la ciudad capital de Chang'an siempre hubo una celebración animada, especialmente para el Festival de los Faroles, ya que el toque de queda nocturno de la ciudad fue levantado por el gobierno durante tres días seguidos. Entre los años 628 y 758, el trono imperial otorgó un total de sesenta y nueve grandes carnavales en todo el país, otorgados por el emperador en caso de circunstancias especiales como victorias militares importantes, cosechas abundantes después de una larga sequía o hambruna, la concesión de amnistías, la entrega de un nuevo príncipe heredero, etc. Para una celebración especial en la era Tang, a veces se preparaban banquetes lujosos y gigantescos, ya que la corte imperial había contratado agencias para preparar las comidas. Esto incluyó una fiesta preparada para 1100 ancianos de Chang'an en 664, una fiesta para 3500 oficiales del Ejército de Estrategia Divina en 768 y una fiesta para 1200 mujeres del palacio y miembros de la familia imperial en el año 826. Beber vino y las bebidas alcohólicas estaban muy arraigadas en la cultura china, ya que la gente bebía en casi todos los eventos sociales. Un funcionario de la corte en el siglo VIII supuestamente tenía una estructura en forma de serpentina llamada 'Ale Grotto' construida con 50 000 ladrillos en la planta baja, cada uno con un recipiente del cual sus amigos podían beber.

### Estatus de vestimenta
En general, las prendas estaban hechas de seda, lana o lino, dependiendo de su estatus social y de lo que podía pagar. Además, había leyes que especificaban qué tipos de ropa podían ser usados por quién. El color de la ropa también indicaba rango. "Los funcionarios de más de tercer grado usaron ropa de color morado; los de más de quinto grado de color rojo claro; los de más de quinto grado de color verde oscuro; los de sexto grado y los de más de verde oscuro; el verde claro era únicamente para los de más de séptimo grado; el cian oscuro era exclusivo para funcionarios por encima del octavo grado; prendas de color cian claro adornaban a funcionarios por encima del noveno grado. A la gente común y a todos aquellos que no residían en el palacio se les permitió usar ropa de color amarillo". Durante este período, el poder, la cultura, la economía y la influencia de China prosperaron. Como resultado, las mujeres podían permitirse usar prendas holgadas y de manga ancha. Incluso las túnicas de las mujeres de clase baja tendrían mangas de cuatro a cinco pies de ancho.

### Posición de la mujer

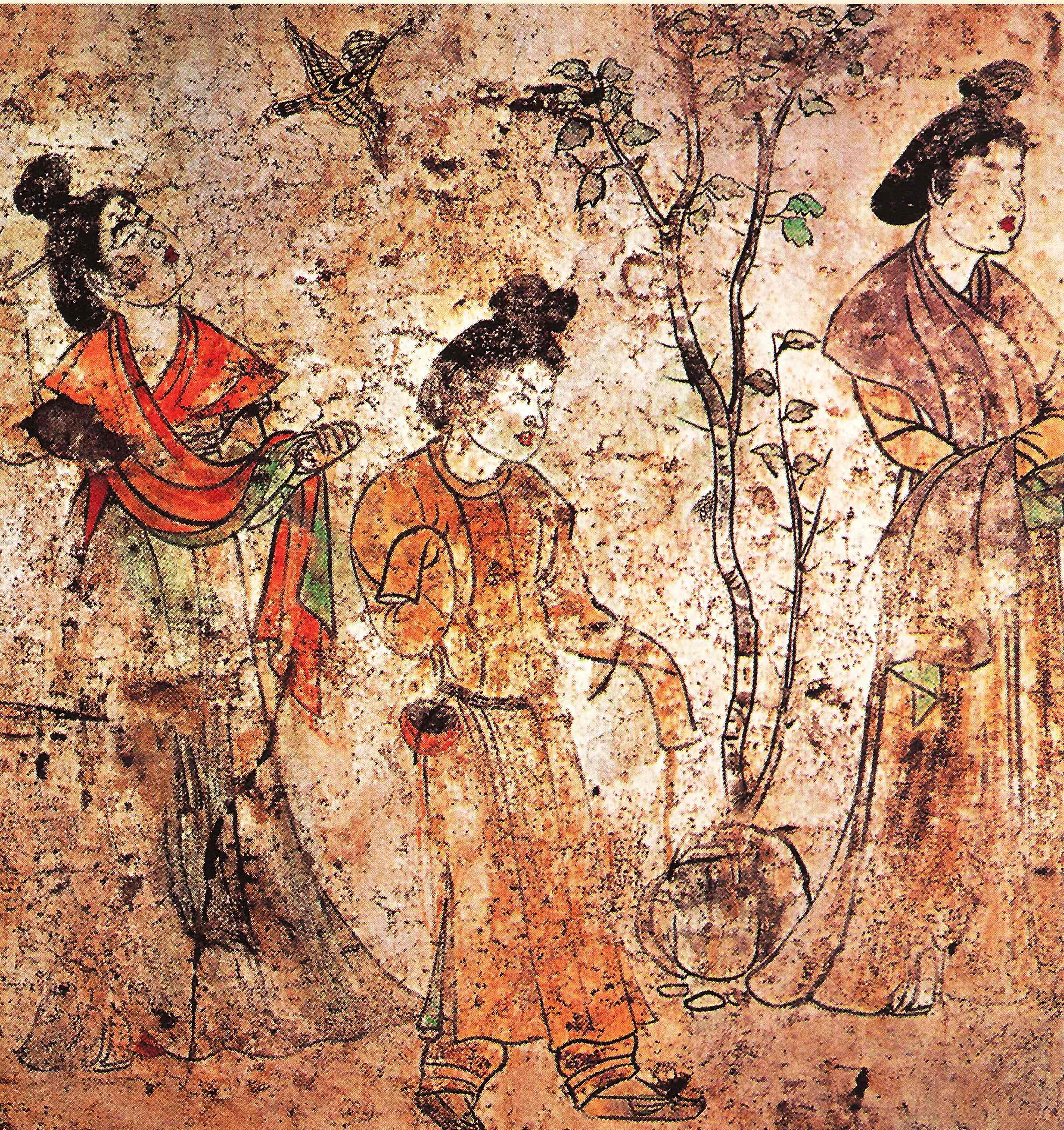
Damas del palacio en un jardín de un mural de la tumba del Príncipe Li Xian en el Mausoleo de Qianling, donde Wu Zetian también fue enterrada en 706.

Los conceptos de los derechos sociales y el estatus social de las mujeres durante la era Tang fueron notablemente de mentalidad liberal para el período. Sin embargo, esto estaba reservado en gran medida para las mujeres urbanas con estatus de élite, ya que los hombres y las mujeres en el campo rural trabajaban duro en sus diferentes tareas; las esposas e hijas eran responsables de tareas domésticas como tejer textiles y criar gusanos de seda, mientras que los hombres solían cultivar en los campos.
Hubo muchas mujeres en la era Tang que obtuvieron acceso a la autoridad religiosa haciendo votos como sacerdotisas taoístas. Las principales amantes de los burdeles en el Hamlet Norte (barrio rojo) de la capital Chang'an adquirieron grandes cantidades de riqueza y poder. Sus cortesanas de clase alta, que probablemente influyeron en las geishas japonesas, fueron muy respetadas. Estas cortesanas eran conocidas como grandes cantantes y poetas, supervisaban banquetes y fiestas, conocían las reglas de todos los juegos de beber y estaban entrenados para tener los modales más respetables en la mesa.
Aunque eran reconocidos por su comportamiento cortés, se sabía que las cortesanas dominaban la conversación entre hombres de élite, y no tenían miedo de castigar abiertamente o criticar a los invitados masculinos prominentes que hablaban demasiado o demasiado alto, se jactaban demasiado de sus logros o de alguna manera arruinaban la cena a todos con su comportamiento grosero (en una ocasión una cortesana incluso golpeó a un hombre borracho que la había insultado). Al cantar para entretener a los invitados, las cortesanas no solo compusieron la letra de sus propias canciones, sino que popularizaron una nueva forma de verso lírico cantando líneas escritas por varios hombres famosos y famosos en la historia china.
Estaba de moda que las mujeres fueran de figura completa (o regordetas). Los hombres disfrutaron de la presencia de mujeres asertivas y activas. El deporte de equitación extranjero del polo de Persia se convirtió en una tendencia muy popular entre la élite china, y las mujeres a menudo jugaban el deporte (como retratan las figuras de cerámica vidriada de la época). El peinado preferido para las mujeres era peinarse como "un elaborado edificio sobre la frente", mientras que las mujeres adineradas llevaban adornos extravagantes para la cabeza, peines, collares de perlas, polvos para la cara y perfumes. En 671 se aprobó una ley que intentaba obligar a las mujeres a usar sombreros con velos nuevamente para promover la decencia, pero estas leyes fueron ignoradas ya que algunas mujeres comenzaron a usar gorras y ni siquiera sombreros, así como ropa y botas de montar para hombres y corpiños de manga ajustada.
Hubo algunas mujeres prominentes de la corte después de la era de la emperatriz Wu, como Yang Guifei (719-756), que hizo que el emperador Xuanzong nombrara a muchos de sus parientes y compinches para importantes cargos ministeriales y marciales.

### Gastronomía
Durante las primeras dinastías del Norte y del Sur (420-589), y tal vez incluso antes, el consumo de té (Camellia sinensis) se hizo popular en el sur de China. El té fue visto entonces como una bebida de placer de buen gusto y también con fines farmacológicos. Durante la dinastía Tang, el té se convirtió en sinónimo de todo lo sofisticado de la sociedad. El poeta Lu Tong (790-835) dedicó la mayor parte de su poesía a su amor por el té. El autor del siglo VIII, Lu Yu (conocido como el Sabio del té), incluso escribió un tratado sobre el arte de beber té, llamado El clásico del té. Aunque el papel de envoltura se había usado en China desde el siglo II a. C., durante la dinastía Tang, los chinos usaban papel de envoltura como bolsas cuadradas dobladas y cosidas para sostener y preservar el sabor de las hojas de té. De hecho, el papel encontró muchos otros usos además de escribir y envolver durante la era Tang.
Anteriormente, el primer uso registrado de papel higiénico fue hecho en 589 por el oficial académico Yan Zhitui (531-591), y en 851 un viajero árabe musulmán comentó cómo creía que los chinos de la era Tang no tenían cuidado con la limpieza porque no se lavaban con agua (como era costumbre de su gente) al ir al baño; en cambio, dijo, los chinos simplemente usaron papel para limpiarse.
En la antigüedad, los chinos habían esbozado los cinco alimentos más básicos conocidos como los cinco granos: sésamo, legumbres, trigo, mijo en panícula y mijo en gluten. El enciclopedista de la dinastía Ming Song Yingxing (1587-1666) señaló que el arroz no se contaba entre los cinco granos desde la época del legendario y deificado sabio chino Shennong (la existencia de quien Yingxing escribió era "un asunto incierto") en los dos milenios a. C., porque el clima adecuadamente húmedo y húmedo en el sur de China para el cultivo de arroz aún no estaba completamente asentado o cultivado por los chinos. Pero Song Yingxing también notó que en la dinastía Ming, siete décimas partes de la comida de los civiles era arroz. De hecho, en la dinastía Tang el arroz no solo era el alimento básico más importante en el sur de China, sino que también se había hecho popular en el norte, que durante mucho tiempo fue el centro de China.
Durante la dinastía Tang, el trigo reemplazó la posición del mijo y se convirtió en el principal cultivo básico. Como consecuencia, el pastel de trigo compartió una cantidad considerable en el alimento básico de Tang. Había cuatro tipos principales de pastel: pastel al vapor, pastel hervido, panqueque y pastel Hu.
El pastel al vapor fue consumido comúnmente por civiles y aristócratas. Al igual que el Rougamo en la cocina china moderna, el pastel al vapor generalmente se rellena con carne y vegetales. Había muchas tiendas y hombres de paquete que vendían pasteles al vapor en Chang’an, y su precio también estaba lejos de ser caro. Taiping Guangji grabó a un civil en Chang'an llamado Zou Luotuo, que era pobre y "a menudo sacaba su carro vendiendo pastel al vapor".
El pastel hervido fue el elemento básico de la dinastía del norte, y mantuvo su popularidad en la dinastía Tang. La definición aquí era muy amplia, incluyendo el wonton actual, los fideos y muchos otros tipos de alimentos que empapan el trigo en agua. El consumo de pastel hervido se trató como una forma efectiva y popular de terapia de dieta. Si bien los aristócratas favorecían el wonton, los civiles generalmente consumían fideos y sopa de rodajas de fideos, porque el proceso para hacer wonton era pesado y complicado.
Los panqueques eran difíciles de encontrar en China antes del Tang. Pero en la dinastía Tang, el panqueque comenzó a hacerse popular. También había muchas tiendas en las ciudades de Tang que vendían panqueques. Una historia en Taiping Guangji registró que un comerciante a principios de Tang compró un gran terreno baldío en Chang’an para establecer varias tiendas que vendían panqueques y empanadillas.
El pastel Hu, que significa pastel extranjero, era extremadamente popular en Tang. El pastel Hu fue tostado en horno y cubierto con sésamo. Los restaurantes en Tang generalmente trataban la torta de Hu como un alimento indispensable en su menú. Un monje budista japonés Ennin registró en El registro de una peregrinación a China en busca de la ley que en ese momento el pastel Hu era popular entre todos los civiles.
Durante el Tang, los muchos alimentos e ingredientes de cocina comunes además de los ya mencionados fueron cebada, ajo, sal, nabos, soja, peras, albaricoques, duraznos, manzanas, granadas, azufaifas, ruibarbo, avellanas, piñones, castañas, nueces, etc. Las diversas carnes que se consumieron incluyeron cerdo, pollo, cordero (especialmente preferido en el norte), nutria marina, oso (que era difícil de atrapar, pero había recetas para el oso al vapor, hervido y marinado), e incluso los camellos bactrianos. En el sur, a lo largo de la costa, la carne de mariscos era por defecto la más común, ya que los chinos disfrutaban comiendo medusas cocidas con canela, pimienta de Sichuan, cardamomo y jengibre, así como ostras con vino, calamares fritos con jengibre y vinagre, cangrejos de herradura y cangrejos rojos nadadores, camarones y pez globo, que los chinos llamaron "lechón de río".
Algunos alimentos también estaban prohibidos, ya que la corte Tang alentó a las personas a no comer carne de res (ya que el toro era un valioso animal de trabajo), y del 831 al 833, el emperador Wenzong de Tang incluso prohibió la matanza de ganado por motivos de su religión budista.
Del comercio exterior y terrestre, los chinos adquirieron duraznos de Samarcanda, palmeras, pistachos e higos del Gran Irán, piñones y raíces de ginseng de Corea y mangos del sudeste asiático. En China, había una gran demanda de azúcar; durante el reinado de Harsha sobre el norte de la India (r. 606-647), los enviados indios al Tang trajeron a dos fabricantes de azúcar que enseñaron con éxito a los chinos cómo cultivar la caña de azúcar. El algodón también vino de la India como un producto terminado de Bengala, aunque fue durante la dinastía Tang cuando los chinos comenzaron a cultivar y procesar el algodón, y por la dinastía Yuan se convirtió en la principal tela textil en China.
Los métodos de conservación de alimentos eran importantes y se practicaban en toda China. La gente común usaba métodos simples de conservación, como cavar zanjas y trincheras profundas, salmuera y salazón en sus alimentos. El emperador tenía grandes pozos de hielo ubicados en los parques en y alrededor de Chang'an para preservar la comida, mientras que los ricos y la élite tenían sus propios pozos de hielo más pequeños. Cada año, el emperador hacía que los trabajadores tallaran 1000 bloques de hielo de arroyos congelados en los valles de las montañas, cada bloque con una dimensión de 0,91 m por 1,1 m. Delicias congeladas como el melón helado se disfrutaban durante el verano.

## Ciencia y tecnología

### Ingeniería

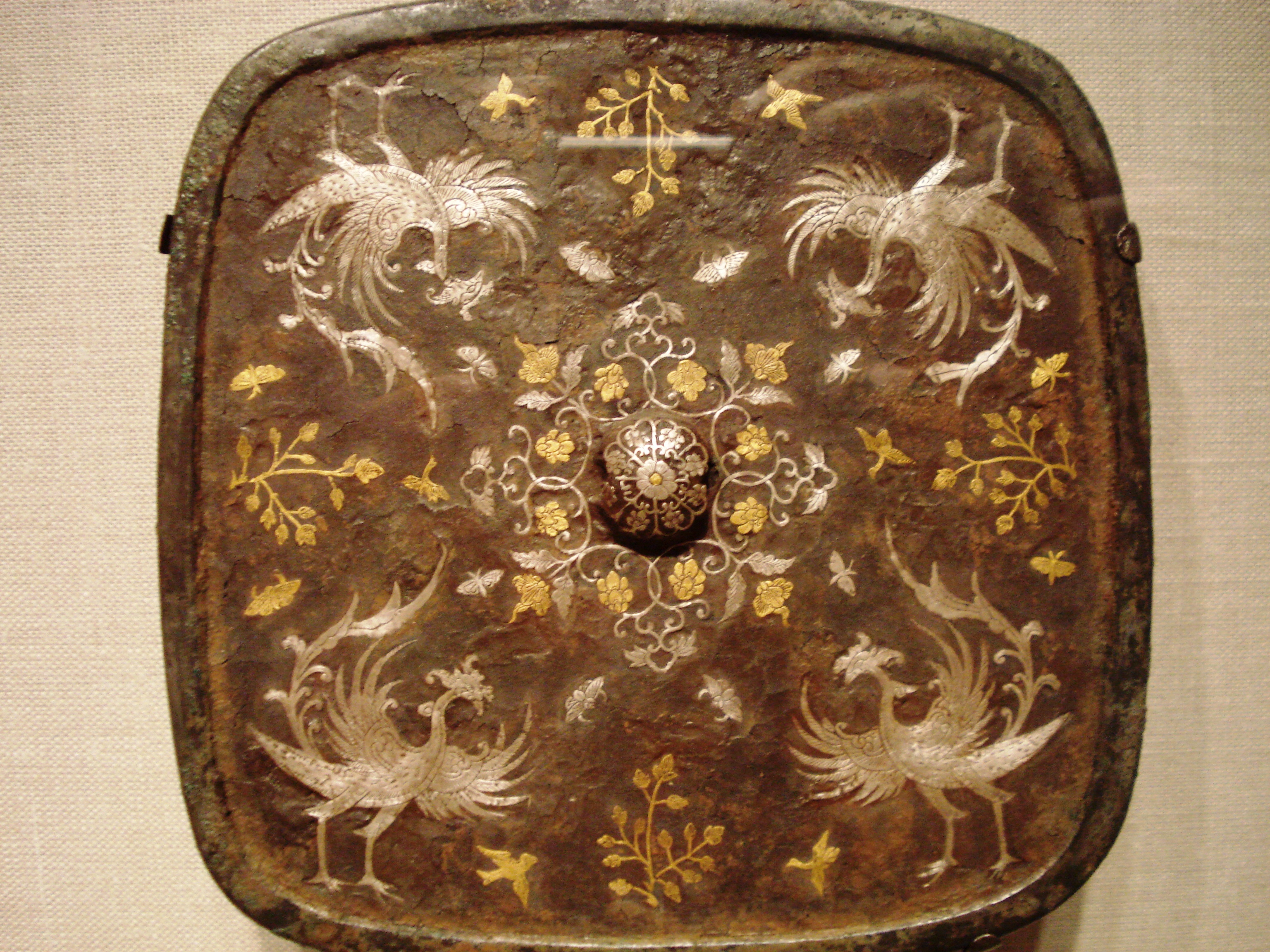
Un espejo cuadrado de bronce con un motivo de fénix de oro y plata con incrustaciones de laca, del.

La tecnología durante el período Tang se construyó también sobre los precedentes del pasado. Los avances anteriores en relojería y cronometraje incluyeron los sistemas de engranajes mecánicos de Zhang Heng (78-139) y Ma Jun (siglo III), que dieron inspiración al matemático Tang, ingeniero mecánico, astrónomo y monje Yi Xing (683-727) cuando inventó el primer mecanismo de escape de relojería del mundo en 725. Esto se usó junto con un reloj de clepsidra y una rueda hidráulica para impulsar una esfera armilar giratoria en representación de la observación astronómica. El dispositivo de Yi Xing también tenía una campana temporizada mecánicamente que se tocaba automáticamente cada hora, y un tambor que se tocaba automáticamente cada cuarto de hora; esencialmente, un reloj llamativo. El reloj astronómico de Yi Xing y la esfera armilar accionada por agua se hicieron muy conocidos en todo el país, ya que los estudiantes que intentaban aprobar los exámenes imperiales para el 730 tuvieron que escribir un ensayo en el dispositivo como requisito de examen. Sin embargo, el tipo más común de dispositivo de cronometraje público y de palacio fue la clepsidra de entrada. Su diseño fue mejorado hacia 610 por los ingenieros de la dinastía Sui Geng Xun y Yuwen Kai. Proporcionaron un equilibrio de acero que permitió el ajuste estacional en la cabeza de presión del tanque de compensación y luego pudieron controlar la velocidad de flujo para diferentes longitudes de día y de noche.
Hubo muchos otros inventos mecánicos durante la era Tang. Estos incluían un servidor de vino mecánico de 0,91 m de altura de principios del siglo VIII que tenía la forma de una montaña artificial, tallada en hierro y apoyada en un marco de tortuga de madera lacada. Este intrincado dispositivo utilizaba una bomba hidráulica que extraía el vino de los grifos metálicos con cabeza de dragón, así como cuencos basculantes que estaban programados para sumergir el vino, por la fuerza de la gravedad cuando se llenaba, en un lago artificial que tenía intrincadas hojas de hierro apareciendo como bandejas para colocar golosinas de fiesta. Además, como lo describe el historiador Charles Benn:

En la mitad del lado sur de la montaña había un dragón... la bestia abrió la boca y escupió en una copa sentada sobre una gran hoja de loto [de hierro] debajo. Cuando la copa estaba llena al 80%, el dragón dejó de vomitar cerveza, y un invitado inmediatamente tomaba la copa. Si tardó en vaciar la copa y devolverla a la hoja, la puerta de un pabellón en la cima de la montaña se abría y un servidor de vino mecánico, vestido con una gorra y una bata, salía con un bate de madera en la mano. Tan pronto como el invitado devolvía la copa, el dragón la volvía a llenar, el servidor del vino se retiró y las puertas del pabellón se cerraron... Una bomba extrajo la cerveza que fluía hacia la piscina de cerveza a través de un agujero oculto y devolvió la cerveza al depósito [con más de 16 cuartos/15 litros de vino] dentro de la montaña.

Sin embargo, el uso de una marioneta mecánica burlona en este dispositivo para servir vino no fue exactamente un invento novedoso de Tang, ya que el uso de marionetas mecánicas en China se remonta a la dinastía Qin (221-207 a. C.). En el siglo III, Ma Jun tenía un teatro de marionetas mecánico completo operado por la rotación de una rueda hidráulica. También había un servidor de vino automático conocido en el antiguo mundo grecorromano, un diseño del inventor griego Herón de Alejandría que empleaba una urna con una válvula interna y un dispositivo de palanca similar al descrito anteriormente. Hay muchas historias de autómatas utilizados en Tang, incluida la estatua de madera del monje Yang Wulian de un monje que extendió las manos para recoger contribuciones; cuando la cantidad de monedas alcanzó cierto peso, la figura mecánica movió los brazos para depositarlas en una mochila. Este mecanismo de peso y palanca era exactamente como la máquina tragamonedas de Herón. Otros dispositivos incluyen uno de Wang Ju, cuya "nutria de madera" supuestamente podría pescar; Needham sospecha que aquí se empleó una trampa de resorte de algún tipo.
En el ámbito de la ingeniería estructural y la arquitectura china técnica, también había códigos de construcción estándar del gobierno, descritos en el primer libro Tang de Yingshan Ling (Ley Nacional de Construcción). Fragmentos de este libro han sobrevivido en el Tang Lü (El Código Tang), mientras que el manual arquitectónico de la dinastía Song del Yingzao Fashi (Normas de Construcción del Estado) de Li Jie (1065-1101) en 1103 es el tratado técnico más antiguo existente sobre arquitectura china que ha sobrevivido en su totalidad. Durante el reinado del emperador Xuanzong de Tang (712-756) había 34 850 artesanos registrados sirviendo al estado, administrados por la Agencia de Edificios del Palacio (Jingzuo Jian).

### Impresión xilográfica

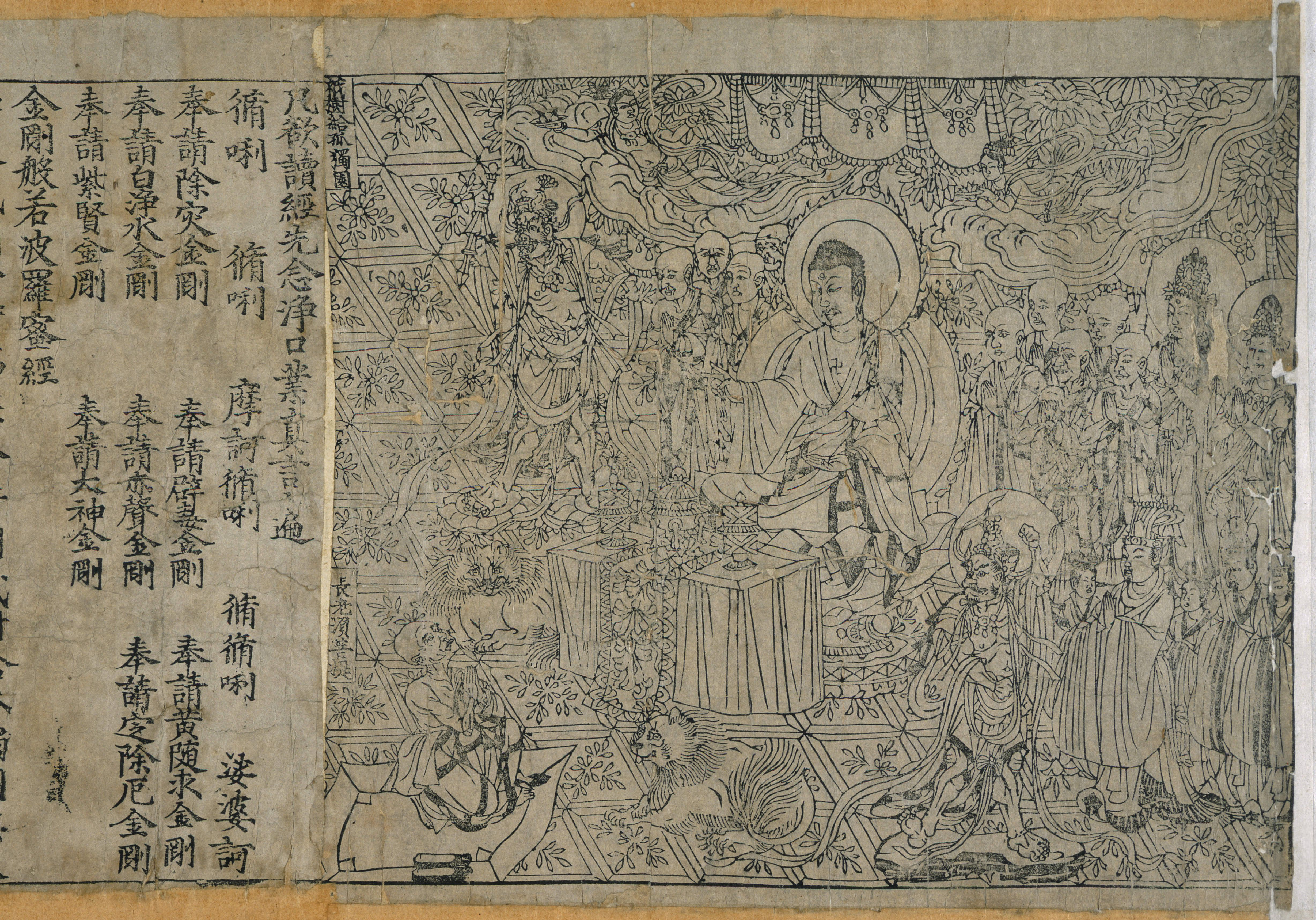
El Sutra del Diamante, impreso en 868, es el primer libro ampliamente impreso del mundo que incluye una fecha específica de impresión.

La xilografía hizo que la palabra escrita estuviera disponible para un público mucho mayor. Uno de los documentos impresos sobrevivientes más antiguos del mundo es un sutra budista dharani en miniatura desenterrado en Xi'an en 1974 y fechado aproximadamente entre 650 y 670. El Sutra del Diamante es el primer libro de tamaño completo impreso en tamaño regular, con ilustraciones incrustadas con el texto y fechada precisamente en 868. Entre los primeros documentos que se imprimirán estaban los textos budistas y los calendarios, este último esencial para calcular y marcar qué días fueron auspiciosos y cuáles no. Con tantos libros entrando en circulación para el público en general, las tasas de alfabetización pudieron mejorar, junto con las clases más bajas pudiendo obtener fuentes de estudio más asequibles. Por lo tanto, hubo más personas de clase baja vistas entrando en los Exámenes Imperiales y pasándolos por la dinastía Song posterior. Aunque la impresión de tipo móvil posterior de Bi Sheng en el siglo XI fue innovadora para su época, la impresión en madera que se generalizó en Tang seguiría siendo el tipo de impresión dominante en China hasta que la imprenta más avanzada de Europa se aceptara ampliamente y se usara en Asia Oriental. El primer uso de los juegos de naipes durante la dinastía Tang fue una invención auxiliar de la nueva era de la impresión.

### Cartografía

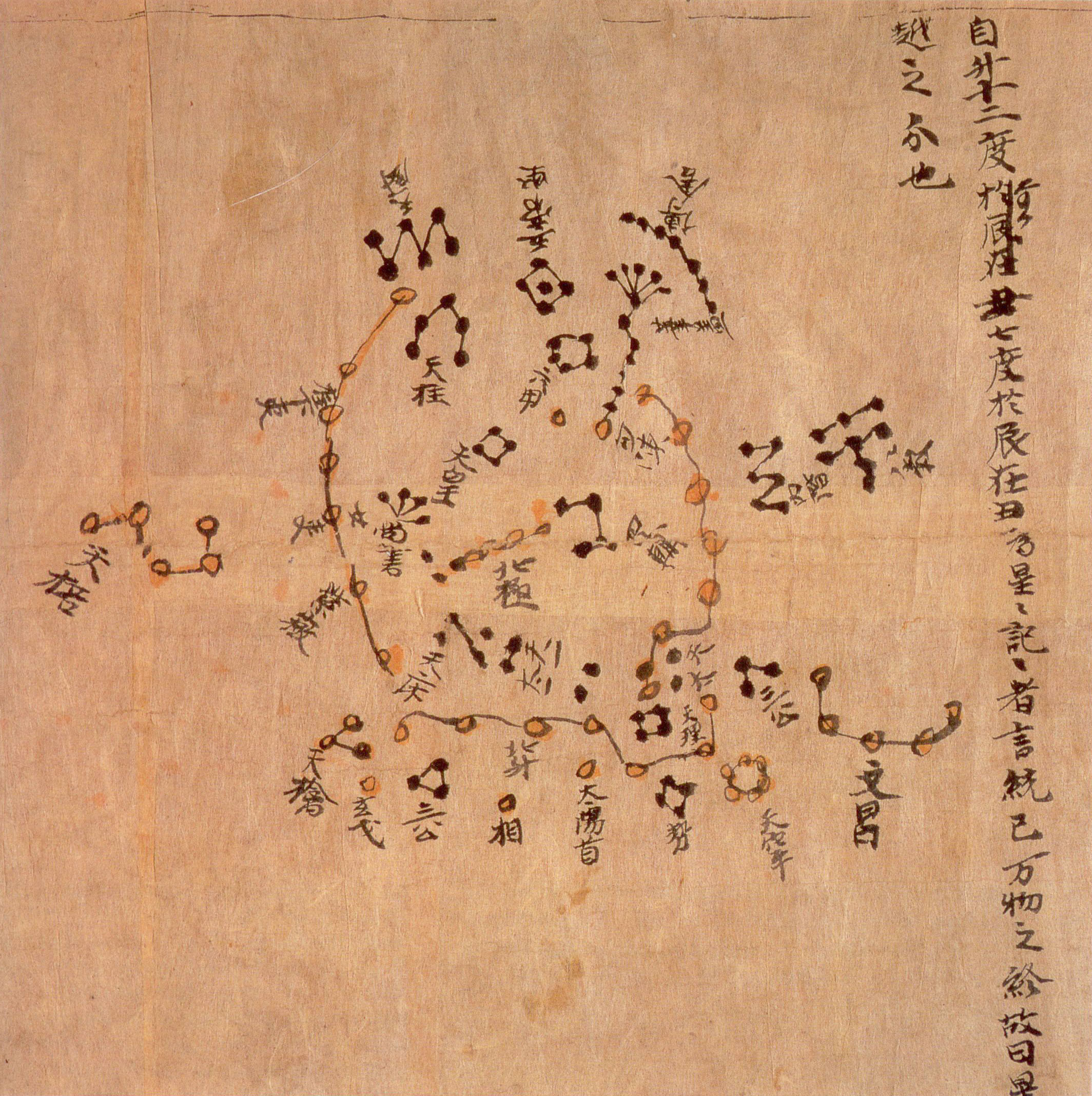
El mapa de Dunhuang, un mapa estelar que muestra la región del Polo Norte hacia el año 700. El conjunto completo de mapas estelares contiene más de 1300 estrellas.

En el ámbito de la cartografía, hubo avances más allá de los creadores de mapas de la dinastía Han. Cuando el canciller Tang Pei Ju (547-627) trabajaba para la dinastía Sui como comisionado comercial en 605, creó un mapa cuadriculado bien conocido con una escala graduada en la tradición de Pei Xiu (224-271). El canciller Tang Xu Jingzong (592-672) también era conocido por su mapa de China dibujado en el año 658. En el año 785, el emperador Dezong hizo que el geógrafo y cartógrafo Jia Dan (730-805) completara un mapa de China y sus antiguas colonias en Asia central. Una vez completado en 801, el mapa tenía 9,1 m de longitud y 10 m de altura, trazado en una escala de cuadrícula de una pulgada que equivale a cien li (unidad china de distancia de medición). Un mapa chino de 1137 es similar en complejidad al que hizo Jia Dan, tallado en una estela de piedra con una escala de cuadrícula de 100 li. Sin embargo, el único tipo de mapa que ha sobrevivido desde el período Tang son las cartas estelares. A pesar de esto, los primeros mapas de terreno existentes de China provienen del antiguo Estado Qin; mapas del siglo IV a. C. que fueron excavados en 1986.

### Medicina
Los chinos de la era Tang también estaban muy interesados en los beneficios de clasificar oficialmente todos los medicamentos utilizados en farmacología. En 657, el emperador Gaozong de Tang (r. 649-683) encargó el proyecto literario de publicar una materia médica oficial, completa con texto y dibujos ilustrados para 833 diferentes sustancias medicinales tomadas de diferentes piedras, minerales, metales, plantas, hierbas, animales, hortalizas, frutas y cultivos de cereales. Además de compilar farmacopeas, Tang fomentó el aprendizaje de la medicina al defender los colegios médicos imperiales, los exámenes estatales para médicos y la publicación de manuales forenses para médicos. Los autores de medicina en Tang incluyen Zhen Chuan (muerto en 643) y Sun Simiao (581-682), el primero que identificó por primera vez por escrito que los pacientes con diabetes tenían un exceso de azúcar en la orina, y el segundo que fue el primero en reconocer que los pacientes diabéticos deben evitar consumir alcohol y alimentos con almidón. Según lo escrito por Zhen Chuan y otros en Tang, las glándulas tiroides de ovejas y cerdos se usaron con éxito para tratar bocios; los extractos de tiroides no se utilizaron para tratar pacientes con bocio en Occidente hasta 1890. El uso de la amalgama dental, fabricada con estaño y plata, se introdujo por primera vez en el texto médico Xinxiu Bencao escrito por Su Gong en 659.

### Alquimia, cilindros de gas y aire acondicionado
Los científicos chinos del período Tang emplearon fórmulas químicas complejas para una variedad de propósitos diferentes, a menudo encontrados a través de experimentos de alquimia. Estos incluían una crema o barniz impermeable y repelente al polvo para ropa y armas, cemento ignífugo para artículos de vidrio y porcelana, una crema impermeable aplicada a la ropa de seda de buzos submarinos, una crema diseñada para pulir espejos de bronce y muchas otras fórmulas útiles. La cerámica translúcida vitrificada conocida como porcelana fue inventada en China durante el Tang, aunque muchos tipos de cerámica esmaltada la precedieron.
Desde la dinastía Han (202 a. C.- 220 d. C.), los chinos habían perforado pozos profundos para transportar gas natural desde tuberías de bambú a estufas donde las bandejas de hierro fundido evaporan salmuera para extraer sal. Durante la dinastía Tang, un diccionario geográfico de la provincia de Sichuan declaró que en uno de estos 'pozos de fuego' de 182 m, los hombres recolectaban gas natural en tubos de bambú portátiles que podían transportarse durante docenas de kilómetros y aún producir una llama. Estos fueron esencialmente los primeros cilindros de gas; Robert Temple supone que se utilizó algún tipo de grifo para este dispositivo.
El inventor Ding Huan (fl. 180) de la dinastía Han inventó un ventilador rotativo para aire acondicionado, con siete ruedas de 3 m de diámetro y accionado manualmente. En 747, el emperador Xuanzong hizo construir un "Salón frío" en el palacio imperial, que el Tang Yulin (唐語林) describe como que tenía ruedas de ventilador accionadas por agua para el aire acondicionado, así como chorros de agua de fuentes. Durante la dinastía Song posterior, fuentes escritas mencionaron que el ventilador rotativo del aire acondicionado era aún más utilizado.

## Historiografía
El primer trabajo clásico sobre Tang es el Libro Viejo de Tang de Liu Xu (887-946) et al. del posterior Jin, quien lo redactó durante los últimos años de su vida. Esto fue editado en otra historia (etiquetado como el Nuevo Libro de Tang) para distinguirlo, que fue un trabajo de los historiadores Song Ouyang Xiu (1007-1072), Song Qi (998-1061), et al. de la dinastía Song (entre los años 1044 y 1060). Ambos se basaron en anales anteriores, pero ahora están perdidos. Ambos también se encuentran entre las Veinticuatro Historias de China. Una de las fuentes sobrevivientes del Libro Viejo de Tang, que abarca principalmente hasta 756, es el Tongdian, que Du You presentó al emperador en 801. El período Tang nuevamente se colocó en el enorme texto de historia universal del Zizhi Tongjian, editado, compilado y completado en 1084 por un equipo de académicos de la dinastía Song, canciller Sima Guang (1019-1086). Este texto histórico, escrito con tres millones de caracteres chinos en 294 volúmenes, cubrió la historia de China desde el comienzo de los Reinos combatientes (403 a. C.) hasta el comienzo de la dinastía Song (960).

## Soberanos de la Dinastía Tang
Convención china: "Tang"+ nombre de templo, excepto Li Chongmao y el último emperador, Ai de Tang)
| Nombre de templo | Nombre de templo | Nombre personal | Nombre personal | Reinado |
| ---------------- | ---------------- | --------------- | --------------- | ------- |
| Gaozu            | 高祖             | Li Yuan         | 李淵            | 618-626 |
| Taizong          | 太宗             | Li Shimin       | 李世民          | 626-649 |
| Gaozong          | 高宗             | Li Zhi          | 李治            | 650-683 |
| Zhongzong        | 中宗             | Li Xian         | 李顯            | 684     |
| Ruizong          | 睿宗             | Li Dan          | 李旦            | 684-690 |
| -Interregno-     |                  |                 |                 |         |
| Zhongzong        | 中宗             | Li Xian         | 李顯            | 705-710 |
| —                | —                | Li Chongmao     | 李重茂          | 710     |
| Ruizong          | 睿宗             | Li Dan          | 李旦            | 710-712 |
| Xuanzong         | 玄宗             | Li Longji       | 李隆基          | 712-756 |
| Suzong           | 肅宗             | Li Heng         | 李亨            | 756-762 |
| Daizong          | 代宗             | Li Yu           | 李豫            | 762-779 |
| Dezong           | 德宗             | Li Kuo          | 李适            | 780-805 |
| Shunzong         | 順宗             | Li Song         | 李誦            | 805     |
| Xianzong         | 憲宗             | Li Chun         | 李純            | 805-820 |
| Muzong           | 穆宗             | Li Heng         | 李恆            | 821-824 |
| Jingzong         | 敬宗             | Li Zhan         | 李湛            | 824-826 |
| Wenzong          | 文宗             | Li Ang          | 李昂            | 826-840 |
| Wuzong           | 武宗             | Li Yan          | 李炎            | 840-846 |
| Xuanzong (II)    | 宣宗             | Li Chen         | 李忱            | 846-859 |
| Yizong           | 懿宗             | Li Cui          | 李漼            | 859-873 |
| Xizong           | 僖宗             | Li Xuan         | 李儇            | 873-888 |
| Zhaozong         | 昭宗             | Li Ye           | 李曄            | 888-904 |
| Jǐngzōng         | 景宗             | Li Zhu          | 李柷            | 904-907 |